# أوليفيا مانينغ
أوليفيا ماري مانينغ هي روائية بريطانية حائزة على لقب «رتبة الإمبراطورية»، ولدت في 2 مارس عام 1908، وتوفيت في 23 يوليو عام 1980. تعددت اختصاصات أوليفيا، فبجانب كونها روائية كانت أيضاً شاعرة، وكاتبة، وناقدة. وقد تضمنت رواياتها الخيالية والواقعية تفاصيل من رحلاتها ومغامراتها الخاصة في إنجلترا وأيرلندا وأوروبا والشرق الأوسط. غالباً ما كانت مانينغ تكتب مذكراتها من خلال تجاربها الشخصية، وتظل كتبها خير دليل على مقدرتها الإبداعية في الكتابة. ويرجع سبب انتشار كتبها على نطاق واسع إلى تمتع مانينغ بحس فني مرهف وتصويرها الحي للأماكن.
قضت مانينغ طفولتها متنقلة بين بورتسموث وأيرلندا، وكان لذلك كبير الأثر في إعطائها ما وصفته «بالطبع الأنجلو-أيرلندي الذي ينتمي إلى لا مكان.» والتحقت بمدرسة الفنون ثم انتقلت إلى لندن حيث نُشرت لها أول رواية واقعية بعنوان «الرياح تتغير» وقد كان ذلك في عام 1937. وفي أغسطس عام 1939 تزوجت من ريجنالد دونالد سميث المدعو «ريجي»، وكان محاضراً في المجلس الثقافي البريطاني الواقع في بوخارست عاصمة رومانيا، ثم انتقل بعد ذلك إلى فروعه الأخرى في كلٍ من اليونان، ومصر، وفلسطين وذلك حينما اجتاح النازيون أوروبا الشرقية. كانت تجارب أوليفيا هي الأساس الذي اعتمدت عليه في إنتاج أشهر أعمالها مثل رواياتها الست التي تألفت من ثلاثية البلقان وثلاثية المشرق العربي. وقد عرفت جميعها باسم «ثروات الحرب». وقد تباينت أراء النقاد في الحكم على كفاءة أعمالها، غير أن أنتوني برجس وصف تلك الرواية التي نشرت في الفترة مابين 1960 و1980 بأنها «أروع تسجيل خيالي للحرب أنتجه كاتب بريطاني.»
عادت مانينغ إلى لندن بعد انتهاء الحرب، وعاشت هناك حتى وفاتها. وخلال هذه الفترة كتبت العديد من الأشعار، والقصص القصيرة، والقصص الواقعية، والروايات، وكتبت أيضًا مسرحيات لهيئة الإذاعة البريطانية «بي بي سي»، وبعض الآراء النقدية. أما فيما يتعلق بعلاقتها مع زوجها، فقد حدث بينهما بعض المشكلات إلا أنهما لم يتطرقا إلى فكرة الطلاق. ولم تكن علاقة مانينغ وطيدة بالكُتاب من أمثال ستيفي سميث، وإيريس مردوخ، حيث كانت تشعر بالغيرة إزاء نجاحاتهما التي تفوق نجاحاتها. ولعل اللقب الذي أطلق عليها «أوليفيا المتبرمة» يعكس قلقها الدائم إزاء أقرانها من الكُتاب. وعلى الرغم من هذا فلم يتوانَ زوجها عن أداء دوره كمشجع وداعم رئيسي لزوجته مؤمنًا بأن موهبتها هذه سوف يُعترف بها عاجلّا أم آجلًا. ولكن حدث ما كانت تخشاه، فقد سطع نجم أوليفيا بعد وفاتها عام 1980، وذلك بعدما تم بث النسخة المعدلة لسلسلتها «ثروات الحرب» في عام 1987.
لم تسترعِ كتب مانينغ اهتماماً كبيراً من النقاد - تماماً كما حدث أثناء حياتها - بل انقسمت آراؤهم إزاء كتاباتها لا سيما ما يتعلق بوصفها وتصويرها للثقافات الأخرى. وكانت مقلة في أعمالها عن الأمور التي تتعلق بالمساواة بين الجنسين. وكان من الصعب تصنيف أعمالها ضمن الأدب النسوي. وعلى الرغم من ذلك، فقد أشادت دراسة حديثة بأهمية مانينغ كإمرأه لها العديد من المؤلفات في قصص الحرب الخيالية وقليل فيما يخص الإمبراطورية البريطانية. وتناولت بالنقد العديد من المواضيع فشمل نقدها الحرب، والتمييز العنصري، والاستعمار، والإمبريالية. هذا بجانب مواضيع التشرد، والاغتراب الجسدي والوجداني.

## السنوات الأولى
ولدت أوليفيا مانينغ في نورث إند، بورتسموث في 2 مارس عام 1908. وتدرج والدها أوليفر مانينغ في الرتب فأصبح قائداً ملازماً بعدما كان ضابط بحرية، وذلك على الرغم من قلة حظه في تلقي تعليم نظامي. وعندما كان عمره 45 عامًا، وأثناء زيارته لميناء بلفاست، التقى بأوليفيا مورو ابنة جامع الضرائب التي كانت تصغره بأربعة عشر عامًا، ولم يكد يمر شهر واحد على تلك المقابلة حتى كانا متزوجين، حيث تم عقد قرانهما في الكنيسة المشيخية الواقعة في بلدتها بانجور، مقاطعة داون وذلك في ديسمبر من عام 1904.
أحبت مانينغ والدها الوسيم ذا الشخصية المرحة مُحب النساء الذي طالما أسعد الآخرين بغنائه لجلبرت وسيليفان، وإلقائه أشعارًا كان قد حفظها أثناء رحلاته الطويلة في عرض البحر، وعلى النقيض فقد كانت أمها ذات شخصية مسيطرة ومستبدة، بل وكان «عقلها متحجراً تماماً كالحديد»، وكثيراً ما كانت النزاعات تدب بين الزوجين. أما علاقة مانينغ بوالدتها فقد بدأت بالتوتر منذ ولادة أخيها أوليفر في عام 1913، فنظراً لضعف بنية أخيها ومرضه في كثير من الأحيان، كانت أمه توليه كثيراً من الاهتمام؛ وقد أثار هذا استياء مانينغ بل ودفعها للقيام بعديد من المحاولات الصبيانية لإيذائه، وقد أثرت هذه الطفولة غير السعيدة وغير الآمنة على شخصيتها ومن ثم على أعمالها.

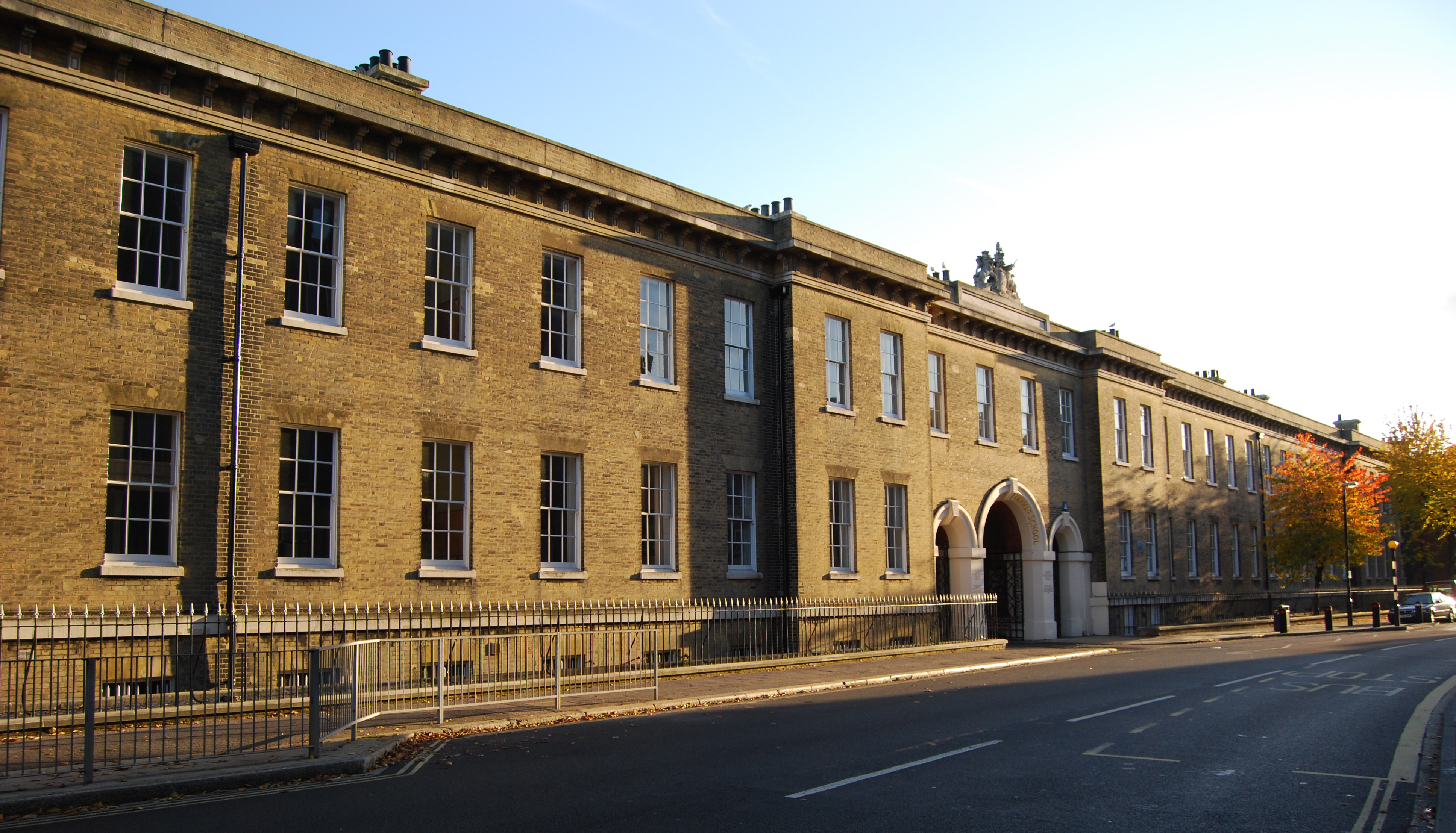
مدرسة بورتسموث الثانوية

تلقت مانينغ تعليمًا خاصًا في مدرسة منزلية صغيرة وذلك قبل انتقالها إلى شمال أيرلندا في عام 1916، وكانت هذه أطول فترة قضتها مانينغ في مكانٍ محدد أثناء عمل أبيها في البحر. وفي بانجور التحقت مانينغ بعدد من المدارس فذهبت لمدرسة بانجور المشيخية، ثم قضت فترة في مدرسة ليندون الداخلية في بورتسموث لتنتقل بعد ذلك إلى مدرسة بورتسموث الثانوية البريطانية. كأنها بذلك تؤكد ما ذكرته«الطبع الأنجلو-أيرلندي الذي ينتمي إلى حيث لا مكان.» وصفها زملاؤها بأنها ذات شخصية خجولة وسريعة الغضب، وكثيرًا ما كانت مانينغ تسرد القصص الطوال لتتفاخر بعائلتها مما أدى إلى نفور زميلاتها منها. وبتشجيع من والدها اهتمت مانينغ بالقراءة والكتابة بشكلٍ كبير وخاصة قراءة روايات هنري رايدر هاجرد، لكن أمها ثبطت همتها وصادرت كل ما رأته غير مناسب لها كفتاة وذلك عندما رأتها ذات يوم تقرأ الملحق الأدبي لصحيفة التايمز فوبختها قائلة «إن الشبان لا يفضلون النساء اللاتي يقرأن مثل هذه الجرائد»، وأنه يجب عليها أن تهتم باكتساب المهارات المطلوبة في سوق العمل كالطباعة.
أجبرت الظروف المادية مانينغ ترك المدرسة في سن السادسة عشرة، وامتهنت الطباعة على الآلة الكاتبة، بالإضافة إلى قضائها معظم وقتها كمبتدئة في صالون للتجميل. ولكونها فنانة موهوبة، فقد كانت تحضر دروس مسائية في مدرسة بورتسموث المحلية للفنون ووصفها زميل لها بأنها ذات شخصية مثقفة ومتحفظة. وفي مارس عام 1928تم اختيار لوحتها لتعُرض في معرض ساوث سي، ومُنحت فرصة أن تكون هي المرأة الوحيدة التي يتم عرض أعمالها. لقد ولدت مانينغ لتكون فنانة وواصلت أيضا اهتمامها بالأدب حتى بلغت سن العشرين وعندها قررت أن تكون كاتبة، وقد ساعدها حسها الفني المرهف كثيرًا في وصف المناظر الطبيعية بشكل خلاب.

## بداية حياتها المهنية
أول عمل تم نشره لمانينغ كان عبارة عن سلسلةٍ مكونة من ثلاث روايات بوليسية:«وردة من الياقوت» (بالإنجليزية:Rose of Rubies)، و«هنا جريمة القتل» (بالإنجليزية:Here is Murder)، و«الجعران الأسود» (بالإنجليزية:The Black Scarab). وقد تم نشرهم في جريدة أخبار بورتسموث بداية من عام 1929 تحت اسمها المستعار «يعقوب مورو».
لم تنسب مانينغ هذه الأعمال لها حتى الستينيات، وأبقت هذا الأمر سرًا أخفته حتى عن زوجها، لكن تواريخ مؤلفاتها دلت على سنها.
وفي الفترة مابين 1929و1935 ألفت ما يقرب من 20 قصة قصيرة من بينهم قصة أشباح وكان هذا أول عمل يُنشر لها تحت اسمها الحقيقي، حيث استخدمت الأحرف الأولى من اسمها حتى لا تفصح عن هويتها كامرأة. وقد كتبت أيضًا روايتين أدبيتين ولكن تم منعهما من النشر، وعلى الرغم من ذلك فقد نالت مخطوطتها الثانية إعجاب «إدوارد غارنيت» - المحرر الأدبي في جوناثان كيب - وقد كلْف مساعده «هاميش مايلز» أن يبعث لها بخطاب تشجيع. عَمِلَ مايلز كمستشارًا أدبيًا، وعمل أيضًا كمترجم في أواخر الثلاثينيات من عمره، وهو رجل محترم وذو نفوذ. وقد دعا مانينغ لزيارته حينما تزور لندن. لفد شعرت مانينغ بالكبت في بورتسموث، وشعورها هذا جعلها تبذل جهودها من أجل الانتقال إلى العاصمة، وأصرت مانينغ على الانتقال بعدما تعرفت على مايلز.
ونجحت بعد ذلك في الحصول على وظيفةٍ ككاتبة على الآلة الطابعة في متجر بيتر جونز الكبير. وعلى الرغم من معارضة أمها لقرار سفرها إلا أنها انتقلت إلى غرفة متداعية للنوم والمعيشة استأجرتها في تشيلسي.
عانت مانينغ من قلة المال والطعام، ومع ذلك فقد قضت ساعات طوال في الكتابة بعد العمل. وكان لمايلز كبير الأثر عليها، فقد شملها برعايته، وأبهرها بكثرة دعواته إلى العشاء، ومناقشاته الأدبية، وكثرة الحديث عن أسراره وعن حياته الشخصية. وكان يمدها بدعم غير اعتيادي، فقد كان رجل متزوج ولديه طفلان. قال لمانينغ: أن زوجته مريضة، ولم تعد قادرة على أن تؤدي واجباتها الزوجية. وبمرور الوقت أصبح هو ومانينغ عشاق. وذكرت مانينغ في وقت لاحق أن «الجنس كان يضفي على حياة كل منهما سحرًا هو المحفز للحياة.»
وأدى تشابه اسمها مع اسم فنان آخر إلى حصولها على وظيفة مرموقة بمرتٍب جيد في محل للأثاث العتيق، حيث عملت فيه لمدة تزيد عن سنتين، ولم تتوقف عن الكتابة في أوقات فراغها. ووصفت تلك الفترة بأنها «واحدة من أجمل الفترات» في حياتها. وبتشجيٍع من مايلز أنهت كتابة روايتها «الرياح تتغير» (بالإنجليزية:The wind Changes)، التي نُشرت عن طريق جوناثان كيب في أبريل 1937. وقد وقعت أحداث هذه الرواية في دبلن خلال فترة الأزمات في يونيو 1921. ودارت أحداثها حول امرأة كانت مشتتة ما بين وطنيتها وحبها لأيرلندا من جهة، وكونها إنجليزية متعاطفة مع الحزب الجمهوري من جهةٍ أخرى. وقُوبلت هذه الرواية بقبولٍ حسن، وأشاد بها أحد النقاد بقوله«هذه رواية فريدة من نوعها، ولها مستقبل واعد».
بعد فترة وجيزة، علم مايلز بإصابته بورمٍ في المخ متعذراً استئصاله، واختفى منذ ذلك الحين من حياةِ مانينغ. ولأن العلاقة بينهما لم يعلم بشأنها أحد، فإنه كان من الصعب عليها أن تحصل على أي معلومات عنه، ولم تستطع بسبب ظروفها المادية زيارته في مستشفى إدنبرة حيث كان يصارع مرض الموت.
فقدت مانينغ وظيفتها في بيتر جونز، ولكنها انتقلت إلى وظيفة أخرى ذات دخل جيد في جمعية ميديسي، إلا أنها فُصِلَت من العمل عندما رفضت تنفيذ أوامر رئيسها الذي طلب منها أن تكف عن كتابة الروايات في الليل، حتى توفر طاقتها لعملها أثناء النهار. ثم حصلت بعد ذلك على عمل آخر وهو تأليف روايات جديدة ذات مقومات كفيلة بتحويلها إلى فيلم لشركة مترو غولدوين ماير. وبمرور الوقت جمعت مانينغ مبلغا من المال يكفي لأن تقوم بزيارةٍ إلى إدنبرة، وكان مايلز مريضًا جدًا بحيث لم يستطع رؤيتها إلى أن توفى في ديسمبر عام 1937.
لم يكن مايلز معتادًا أن يُقدم أصدقائه من الأدباء إلى بعضهم البعض، ولكن دفعته الظروف مضطرًا أن يُعرف مانينغ إلى الشاعرة ستيفي سميث قبل وفاته.
شعر كل منهما بالألفة تجاه الآخر، واستمتعتا باكتشاف شوارع لندن الخلفية معًا، ونظمتا العديد من النزهات إلى المتاحف والسينما، وقامتا بعدة زيارات إلى منزلها الواقع في منطقة بالميرز جرين الذي تشاركها فيه عمتها غريبة الأطوار
وفي هذا الصدد، أخبر صديقٌ لهم بأن مانينغ وجدت في بيت سميث«جوًا من الراحةِ والسكينةِ كان كفيلاً بجعل غرفتها الواقعة في أوكلاي تبدو باردة ورثة.»
التقى الروائي والناقد الأدبي والتر آلين بمانينغ في عام 1937، وتبين له أنها ذات ذكاء حاد، ورائعة تمامًا كنساء لندن. وأضاف أن مانينغ وسميث عبارة عن زوجٍ ماكرٍ من المتكبرين.

## الزواجورومانيا
في يوليو 1939 قدّم «والترآلين» مانينغ إلى «ريجينالد دونالد سميث» المدعو«ريجي». وهو رجل ماركسيّ، اجتماعيّ، مفعم بالحيوية، ويتسم بالجاذبية وضخامة البنيان. عَمِلَ أبوه في صناعة الآلات في مدينة مانشستر. وقد تخرج ريجي في جامعة برمنجهام حيث درس على يد الشاعر اليساريّ «لويس مكنيس» مؤسس المجتمع الاشتراكي في برمنجهام. ووفقاً لمنظمة الاستخبارات البريطانية «المكتب الخامس أو المخابرات الحربية»، فإن ريجي قد تم تجنيده كجاسوس شيوعي بواسطة «أنتوني بلانت» وذلك أثناء زيارة له إلى جامعة كامبريدج في عام 1938.
وعندما التقى مانينغ كان قد ترك منصبه كمحاضراً في المجلس الثقافي البريطاني الواقع في رومانيا. وقبل مقابلته مانينغ قرأ أعمالها ورأى أن روايتها «الرياح تتغير» (بالإنجليزية:The Wind Changes) تُظهر علامات عبقريتها. وقد وصف مانينغ بأنها ليست جميلة ولكنها جذابة وأنها تتمتع بشعرٍ جميل ويدين وعينين جميلتين ولها بشرة ناعمة بالرغم من طول أنفها. وقع ريجي في حبها منذ النظرة الأولى في أول لقاء بينهما عندما اقترض منها شلنان ونصف، ثم ردهم في اليوم الذي يليه. كان ريجي على يقينٍ بأنهما سوف يتزوجان، ولكن مانينغ لم تكن واثقة تمامًا من علاقتهما، غير أن ريجي سرعان ما انتقل إلى شقتها، وبعد عدة أسابيع تم عقد قرانهما في مكتب التسجيل المدني الواقع في ماريليبون، وذلك في أغسطس من عام 1939. وشَهِدَا على هذا العقد كلٌ من «ستيفي سميث» و«لويس مكنيس». لم يُحضر العريس خاتمًا في الحفل، وهو شيء غير معتاد ولكنه متوقع من ريجي. وبعد مرور أيام قليلة على زواجهما تلقى الزوجان خبراً مفاده أن ريجي تم استدعاؤه مرة أخرى للعمل في بوخارست، فغادرا الزوجان في غضون ساعات من تلقي الخبر. ثم بعد ذلك أرسلت مانينغ إلى «ستيفي سميث» تطلب منها أن تعرف ما الذي حدث لشقتهما بعد مغادرتهما، وتوصيها بأن تهتم بكتبها أثناء سفرها. وكان الزوجان قد سافرا بالقطار إلى بوخارست، ووصلا في الثالث من سبتمبر عام1939. وهو اليوم الذي أعلنت فيه بريطانيا الحرب على ألمانيا. وفي الفترة مابين الحربين العالميتين استعانت رومانيا بفرنسا حتى تكفل لها أمنها ضد مطامع ألمانيا الإقليمية. بيد أن تأثير معاهدة ميونخ عام 1938، ومعاهدة عدم الاعتداء بين ألمانيا والاتحاد السوفيتي عام 1939، وسقوط فرنسا عام 1940 قد أسفروا عن زيادة نفوذ ألمانيا وسيطرتها على البلاد. وشملت مطالبها أن تتخلى رومانيا عن أراضيها ومواردها. وقد تزامن وقت وجود الزوجين في بوخارست مع صعود القوة الفاشية والشمولية، واتخذت رومانيا موقفًا محايدًا ظاهريًا. بينما هددت قوى خارجية أثناء الحرب أن يُقاد الآلاف من اللاجئين إلى داخل حدودها.

قامت سميث أولًا باستئجار الشقة، ثم انتقلت إليها لاحقًا هي والدبلوماسيّ «آدم واتسون» الذي كان يعمل مع البعثة البريطانية. من عَرِفَ مانينغ في ذلك الوقت كان يصفها بأنها فتاة خجولة، وبسيطة، ولديها خبرة قليلة فيما يتعلق بالثقافات الأخرى. وكان شعورها تجاه رومانيا عبارة عن مزيج من الانبهار والخوف. وقد راق لها مجتمع القهوة اللامع المليء بالإشاعات والثرثرة، ولكنها نفرت من الفلاحين والعدوانيين لأنهم غالبا ما يكونوا مشوهين ومتسولين. وقد جُسِدَت تجاربها في رومانيا في أول مجلدين لها:«الثروة الهائلة» (بالإنجليزية:The Great Fortune) و«المدينة الفاسدة» (بالإنجليزية:The Spoilt City) اللذان جُمِعا تحت عنوان «ثلاثيةالبلقان»(بالإنجليزية:The Balkan Trilogy). واعتبرا من أهم الأعمال الأدبية التي تناولت أحوال رومانيا خلال الحرب. صورت مانينغ بوخارست في رواياتها بأنها على هامش الحضارة الأوروبية، وأنها «عاصمة غريبة، وذات أصل شرقي» وأنها «بدائية، ومليئة بالأخطاء، ووحشية.» وبغض النظر عن ثروات سكانها ومراكزهم، فقد كانوا فلاحين.

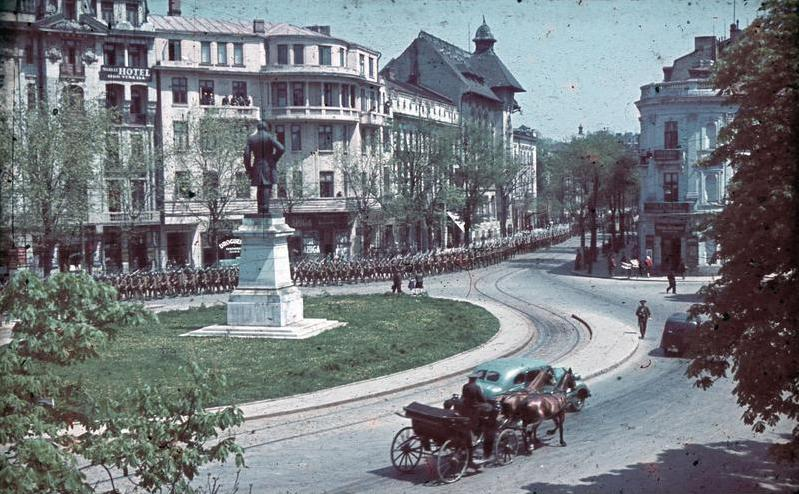
مسيرات الجنود في بوخارست عام 1941

قضت مانينغ وقتها في الكتابة، وكان مشروعها الرئيسي عبارة عن كتاب عن «هنري مورتون ستانلي» وبحثه عن «أمين باشا». وحافظت أيضًا على مراسلاتها الودية مع «ستيفي سميث» التي مُلِئَت بأخبار جماعة بلومزبري ومكائدهم. وقد أخذت على عاتقها مهمة صحافية خطيرة، وهي أن تُجري مقابلة مع رئيس الوزراء الروماني الأسبق«لوليو مانيو» في كلوج، ترانسيلفانيا في الوقت الذي كانت القوة في يد الجيش الألماني. وبعد فترة قصيرة نُقِلَ بواسطة رومانيا إلى المجر وذلك بموجب ما تنص عليه منحة فيينا الثانية في أغسطس عام 1940، التي فُرِضَت من قبل الألمان والإيطاليين. وعلى غرار العديد من تجاربها، فإن هذه المقابلة سوف تُدمج في أعمالها المستقبلية. وهناك أعمال أخرى تضمنت مباغتتها لريجي عن طريق تعميده بالشاي البارد ذلك لأنها خشيت أن يُفرِق الموت بينهما، وأيضًا إنتاج ريجي مسرحية لشكسبير، والتي كان من المفترض أن تأخذ مانينغ فيها دورًا بطوليًا، لكنه أُعطي لغيرها.
كان ريجي اجتماعي بحت، وخلال حياته كلها أدت شخصيته الودودة وروحه الفكاهية إلى كسْبِ العديد من الأصدقاءِ والندماء. وعلى النقيض فقد كانت مانينغ كتومة ولا تندمج في التجمعات وتظل بعيدة عن الأنظار. وقد وصفت نفسها بأنها كانت أشبه «بمن يلحق بمعسكرٍ دون الانتماء إليه» وذلك لأنها كانت تتبع ريجي من بارٍ إلى بار، وأحيانًا كثيرة كانت تُفضل الرجوع إلى البيت مبكرًا وحدها. ولكن ظلت مانينغ وفية لريجي أثناء فترة الحرب، إلا أن صديقهما «إيفور بورتر» أراد أن يُخبِرها أن ريجي كان لديه عددًا من العلاقات الغرامية.
إن تلك الحرب الوشيكة، وظهور الفاشية، والحرس الحديدي في رومانيا قد أربك مانينغ وجعلها تعيش في خوف. وتنازُل الملك «كارول» عن العرش، وتقدم الألمان في سبتمبر 1940 قد صعّدَ ذلك من مخاوفها وجعلها تسأل ريجي باستمرار«ولكن إلى أين سيذهب اليهود؟» وقبل دخول قوات الجيش الألمانية إلى رومانيا في 7 من أكتوبر وذلك بناء على دعوةٍ من الدكتاتور الجديد «يون أنتونيسكو»،هربت مانينغ إلى اليونان وتبعها ريجي بعد أسبوع واحد من سفرها.

## اليونانومصر
وقعت مانينغ ضحيةً للقلق طُوال حياتها حتى أنها كادت أن تُصاب بجنون العظمة، وكان لديها سبب وجيه للقلق بشأن ريجي الذي سافر من رومانيا إلى اليونان على خطوط لوفتهانزا الجوية الألمانية، وذلك أن طائرات هذه الشركة أحيانًا ما كانت تُغير مسارها لتهبط في دول المحور إلا أنه وصل سالمًا، وأحضر معه حقيبة ظهر وحقيبة أخرى مليئة بالكتب، ولم يحضر معه ملابس للعمل. أطلق ريجي العنان لحياته الاجتماعية الصاخبة، أما زوجته فلم تندمج كثيرًا مع الجالية، وعوضًا عن ذلك فقد وجهت جُلّ اهتمامها إلى كتاباتها. وقد كانت تلك فترة سعيدة بالنسبة لمانينغ حيث قالت أن«رومانيا هي الغربة، لكن اليونان هي الموطن.» كان لمانينغ عددًا من المعجبين مثل «تيرينس سبنسر» المحاضر في المجلس الثقافي البريطاني الذي رافقها في تلك الفترة بينما كان ريجي مشغولًا بأنشطة أخرى. وقد ظهر بعد ذلك كشخصية «تشارلز أردن» في الكتاب الثالث من سلسلة«ثلاثية البلقان» (بالإنجليزية:The Balkan Trilogy) وهو بعنوان «الأصدقاء والأبطال» (بالإنجليزية:Friends and Heroes). ثم دخلت اليونان في حربٍ ضد دول المحور بعد فترة وجيزة من وصولهما.

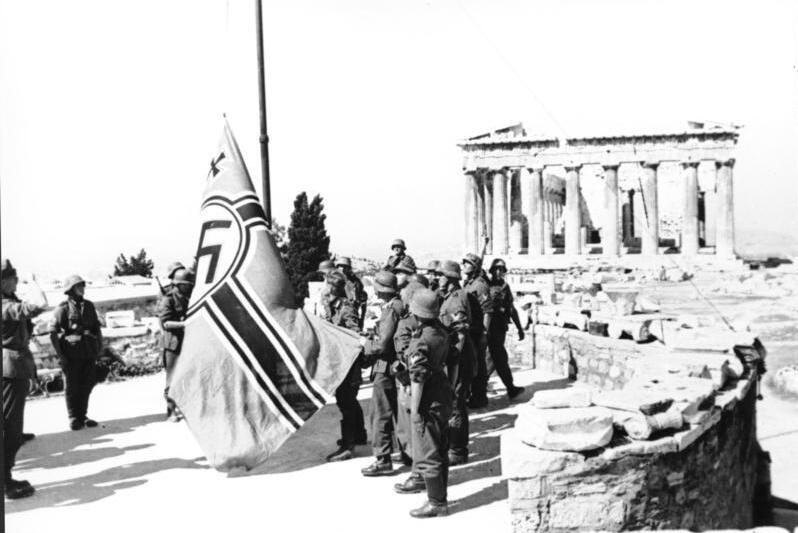
الجنود الألمان يرفعون راية معركة الرايخ الثالث في الأكروبوليس، أثينا عام 1941

على الرغم من النجاحات المبكرة ضد غزو القوات الإيطالية، إلا أنه في أبريل عام 1941 كانت الدولة مهددة بخطر غزو الألمان. وقد أوردت ذِكرْ هذه الحادثة في قصيدتها التي كتبتها في وقتٍ لاحق بعنوان «الرعب من الهزيمة» (بالإنجليزية :horror and terror of defeat)الذي اعترى كثيرًا من أحبتها. وقد أوصى المجلس البريطاني موظفيه بإخلاء المكان، وعلى إثرِه فإن مانينغ وريجي في يوم 18 أبريل غادروا من ميناء بيرايوس وانتقلوا إلى مصر بواسطة الإريبس وكانت تلك هي آخر سفينة مدنّية تُغادر اليونان.
وخلال تلك الأيام الثلاثة العصيبة التي قضاها المسافرون في طريقهم إلى الإسكندرية عاشوا على البرتقال والنبيذ. كانت عائلة سميث على متن السفينة ومعهم الروائي «روبرت ليدل»، والشاعر الويلزيّ «هارولد إدواردز» وزوجاتهما. حيث تشاركت عائلة سميث حجرة ضيقة مع عائلة إدوارد. وكانت السيدة إدوارد قد جلبت معها صندوق مليء بالقبعات الباريسية الباهظة الذي أبقته مانينغ في الممر خارج الحجرة، والذي حرصت السيدة إدواردز على إعادته مرة أخرى أينما وُضِع. وحتى نهاية الرحلة لم تكونا على وفاق، لكن مانينغ كانت صاحبة الكلمة الأخيرة وقد ظهر ذلك عندما فتحت السيدة إدواردز صندوقها في وقتٍ لاحق، ووجدت أن مانينغ قد سحقت قبعاتها باستخدام المبولة.
وبعد وصولهم الإسكندرية التهم اللاجئين وجباتهم المُقدمة إليهم من الجيش البريطاني شاكرين تعاونهم، ووجدوا أن الصليب المعقوف كان يُحلق فوق الأكروبوليس. كان انطباع مانينغ الأوليّ الذي كونته عن مصر عبارة عن مزيج من القذارة والتزييف. «لقد عشنا لأسابيع في دولةٍ رجعية.» ثم سافرا بالقطار إلى القاهرة وهناك جددا اتصالهما بآدم واتسون الذي أصبح سكرتير ثان في السفارة البريطانية. وقد دعاهما بالبقاء في شقته الواقعة في جاردن سيتي حيث أنها تحت إشراف السفارة.
رغم أن مصر عُرفت اسميًا بأنها دولة مستقلة، إلا أنها في الواقع كانت تقع تحت سيطرة البريطانيين منذ أواخر القرن التاسع عشر. وتزامنًا مع وقت اندلاع الحرب، ووفقًا لبنود المعاهدة البريطانية المصرية لعام 1936، فإن البلد كانت تحت الاحتلال البريطانيّ الصارم. وقد كان جليًا أثناء هذه المرحلة من الحرب أن الألمان يجتاحون الصحراء دون توقف قاصدين مصر، وكانت القاهرة آنذاك تعج بالشائعات والإنذارات. كانت مانينغ مذعورة وخائفة مما يحدث، ودومًا قلقةً من أن تمرض وبالفعل لم تكن في أغلب الأحيان على ما يُرام. ولاهتمام ريجي بها فقد أشار عليها أنه من الأفضل لها أن تعود إلى إنجلترا، لكن ردها جاء حاسمًا «أينما سنذهب سوف نذهب معًا، وإن عُدنا للوطن سوف نعود معًا، أنا لا أريد أن تُفرِقَ الحرب بيننا. نهاية القصة.» كان لأبيها كبير الأثر في أن تُصبح مانينغ مؤمنة بالإمبراطورية البريطانية والمنافع التي جلبتها للعالم. حيث أن مانينغ بريطانية وطنية واثقة من نجاح الحلفاء في نهاية المطاف. لكنها واجهة حقيقة أن الاحتلال البريطاني لم يكن قط ذو شعبية في مصر. وسرعان ما اكتشف ريجي الاتحاد الأنجلو- مصري في الزمالك وهو المكان الذي اعتاد أن يشرب فيه ويتحدث في السياسة والشعر وكعادته كان رجلٌ محبوبًا. وقال لورانس داريل أن ريجي دائمًا ما كان مُحاط بعددٍ من الأصدقاء سيئيّ السمعة. وكانت مانينغ أقل شعبية منه ووصفها داريل بأن أنفها يُشبه «منقار الكوندور المعقوف»، وأن طبيعتها النقدية كانت تزعج كثير ممن عرفها.

تزايد غضب مانينغ لأن المجلس الثقافي البريطاني لم يجد على الفور وظيفة لريجي الذي تعتبره واحدًا من أبرع معلميهم. وقد انتقمت لريجي بكتابتها مقطع شعري بذيء عن ممثل المجلس المُحلل المالي المُعتَمَدْ «دونداس» الذي خُلِدَ باسم «كولن جريسي» عديم الفائدة في روايتها «ثروات الحرب». غالبًا ما كانت مانينغ تستوحي شخصياتها من أناسٍ حقيقيين من أرض الواقع إلا أنها لم تكن تذكر كل تفاصيل حياتهم بدقة. ولم يسلم من سخريتها الأستاذ المحاضر في المجلس الثقافي البريطاني اللورد «بينك روز» الذي كان قليل الاعتماد على اللورد «دنساني»، والذي أُرْسِل َ ليحتل كرسي بيرون للغة الإنجليزية في جامعة أثينا عام 1940. استاءت مانينغ من أن أيمي سمارت زوجة والتر سمارت وعددًا من الفنانين، والشعراء، والكُتّاب -الذين اعتادوا دعمهم في القاهرة- لم يولوها وزوجها كثيرًا من الاهتمام وقد انتقمت منهم لاحقًا بطريقةٍ مشابهة.

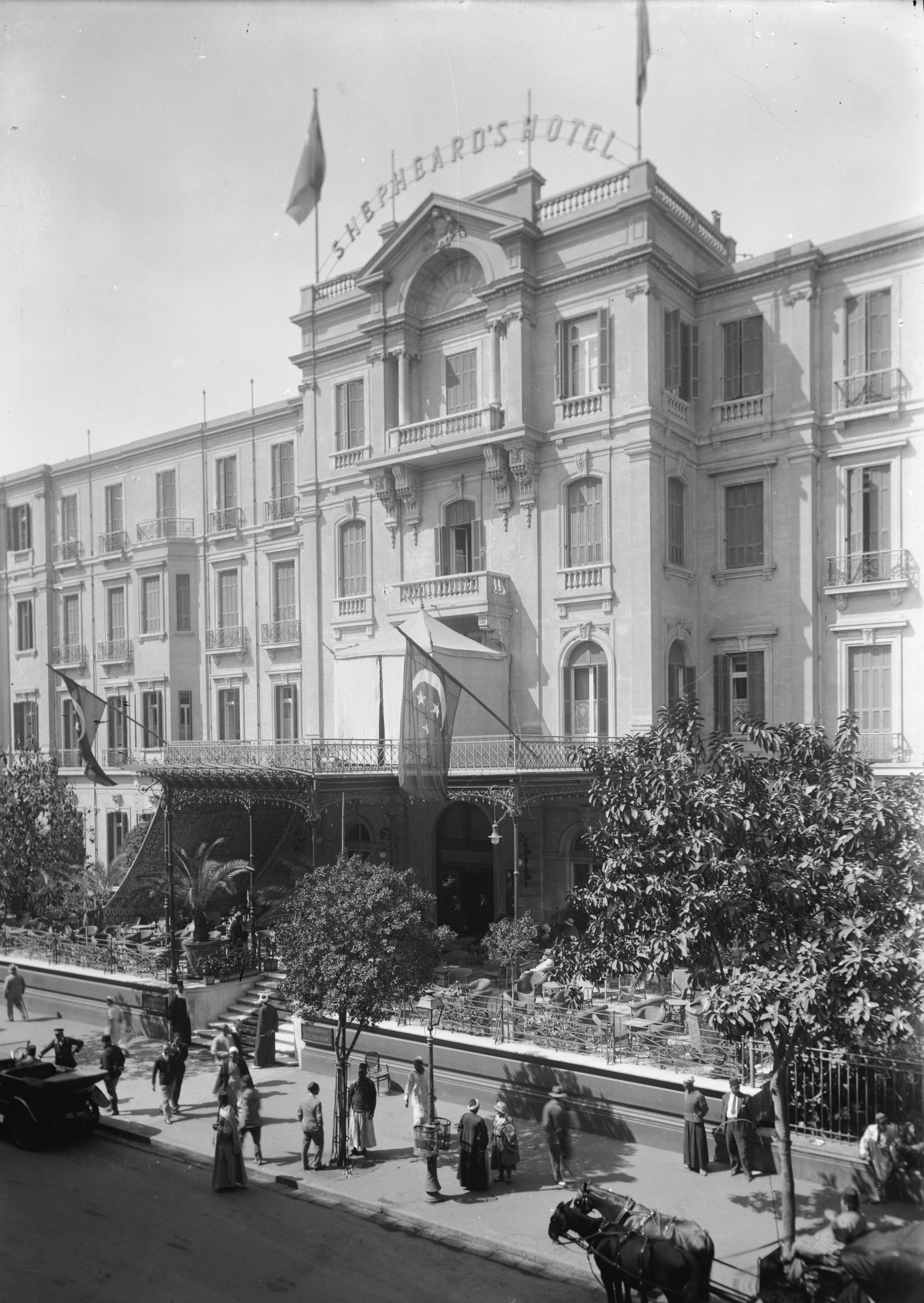
فندق شبرد، القاهرة

في شهر أكتوبر من عام 1941 عُرِضَ على ريجي أن يصبح محاضرًا في جامعة الفاروق في الإسكندرية. لذلك انتقل الزوجان من القاهرة إلى الإسكندرية واشتركا مع زميلهما الأستاذ "روبرت ليدل " في الشقة ذاتها، وكان الألمان في ذلك الوقت يقصفون المدينة باستمرار. وقد أرعبتها تلك الغارات ومن ثم أصبحت تًصر على ليدل وزوجها أن ينزلوا ثلاثتهم إلى ملجأ الغارات الجوية متى ما دوت سفارات الإنذار. تلقت مانينغ بعد ذلك أخبارًا صادمة عن موت أخيها أوليفر في حادث تحطم طائرة فور وصولها إلى الإسكندرية، ونتج عن ذلك إصابتها باضطراب عاطفي جعلها تمتنع عن كتابة الروايات لعدة سنوات. لم تتحمل مانينغ تلك الغارات الجوية ولذلك عادت بسرعة إلى القاهرة. وفي شتاء عام 1941 عملت كصحفية منتدبة في بعثة الولايات المتحدة، وعملت في أوقات فراغها على تأليف روايتها"الضيوف في الزواج" (بالإنجليزية :Guests at the Marriage)، وكتابة النموذج الأولي لروايتها «ثلاثية البلقان» (بالإنجليزية :The Balkan Trilogy)هذا بالإضافة إلى القصص القصيرة والشعر التي أرسلت بعضًا منها إلى ستيفي سميث على أمل أن يتم نشر بعضها. على مر السنين كانت ستيفي تفكر باستمرار في مانينغ التي هجرت صداقتهما حتى تتزوج ريجي. وخلال هذه الفترة أصبحت غِيرَة مانينغ واضحة وجلية وذلك أنها في عام 1942 كتبت قصيدة بعنوان "جريمة قتل" (بالإنجليزية :Murder) حيث صورت فيها رجل يقف بجوار قبرٍ ويعترف"لقد جَلبَتْ يداي ريجي سميث إلى هذا المرقد المختنق \حسنًا لقد حصلت على روحه، حسنًا أنا لا أخاف الموتى." لم تذكر مانينغ اسم زوجها صراحًة في رواياتها، وعوضًا عن ذلك أشارت إليه باسم "فيلمر سميث" إلا أن هذا الأمر أثار غضبها فيما بعد عندما تم كشفه. وفي مصر ساهمت مانينغ في مجلتين أدبيتين في الشرق الأوسط وهما: "شعراء الصحراء" (بالإنجليزية :Desert Poets)، و"مشاهد واقعية" (بالإنجليزية :Personal Landscapes) اللتين تأسستا بواسطة "برنارد سبنسر"، و"لورانس دوريل"، و"روبن فيدن". وقد سعى هذا الأخير إلى اكتشاف تلك المشاهد الواقعية من خلال تجارب الكتاب في المنفى خلال الحرب. وقد حافظ المؤسسون من أمثال مانينغ على ارتباطهم القوي مع اليونان بدلا من الارتباط الفني والفكري مع مصر. وقد كتبت مانينغ أثناء تذكرها رحيلها من اليونان قائلة"لقد واجهنا البحر\ وعلمنا أننا حتى يوم عودتنا سنكون\منفيين من بلدٍ ليست بلدنا." حرصت مانينغ وزوجها خلال فترة وجودهما في مصر وفلسطين على أن يُحافظا على صلتهما الوثيقة مع الكُتاب اليونانيين اللاجئين. وقد شمل ذلك ترجمة وتحرير أعمال "جيورجيوس سفريس "و"إيلي باباديميتريو". وقد نقلت لنا انطباعاتها عن حال الشعر في القاهرة في ما نشرته بعنوان "شعراء في المنفى" (بالإنجليزية :Poets in Exile) في مجلة "الأفق" (بالإنجليزية :Horizon) ل"سيريل كونولي. ودافعت مانينغ عن الكُتاب من ادعاءات نقاد لندن الأدبيين لأنهم قالوا أن هؤلاء الكُتاب منقطعين عن التطور، وأن أعمالهم قد تم تعزيزها فقط من خلال اتصالهم بالثقافات الأخرى، واللغات، والكُتاب. ولكن تم انتقاد ما فعلته بشدة من قبل أشخاص بارزين من أمثال دوريل الذي اعترض على شعر سبنسر معللا ذلك بأنه يدفع من أجل أن يُمدح شعره.
في عام 1942 تم تعيين ريجي مُراقبًا لتصميم وإعداد برامج بالإنجليزية، والعربية في هيئة الإذاعة الفلسطينية في القدس. وكان من المفترض أن يبدأ هذا العمل في الخريف، ولكن في أوائل شهر يوليو تقدمت القوات الألمانية سريعًا في مصر لذلك أقنع مانينغ أن تمضي قدمًا إلى القدس حتى «تمهد الطريق».

## فلسطين
كان من المفترض أن يقضي الزوجان ثلاث سنوات في القدس، وبعد وصولهما تواصلت مانينغ مع البريد الفلسطيني من أجل الحصول على وظيفة، وبالفعل سرعان ما عُينت كناقدة. أما في الفترة ما بين 1943 و1944 فقد عُينت كمساعدة صحافية في مكتب المعلومات العامة في القدس، ثم انتقلت إلى مكتب المجلس الثقافي البريطاني هناك حيث شغلت ذات المنصب. وواصلت مانينغ العمل على كتابها عن ستانلي وأمين باشا، واستغلت سائقي الجيش الذين كانوا على استعداد أن يقلوا المواطنين بأن زارت كلاً من فلسطين، والبتراء، ودمشق وجمعت المعلومات الأساسية من أجل أعمالها المستقبلية.

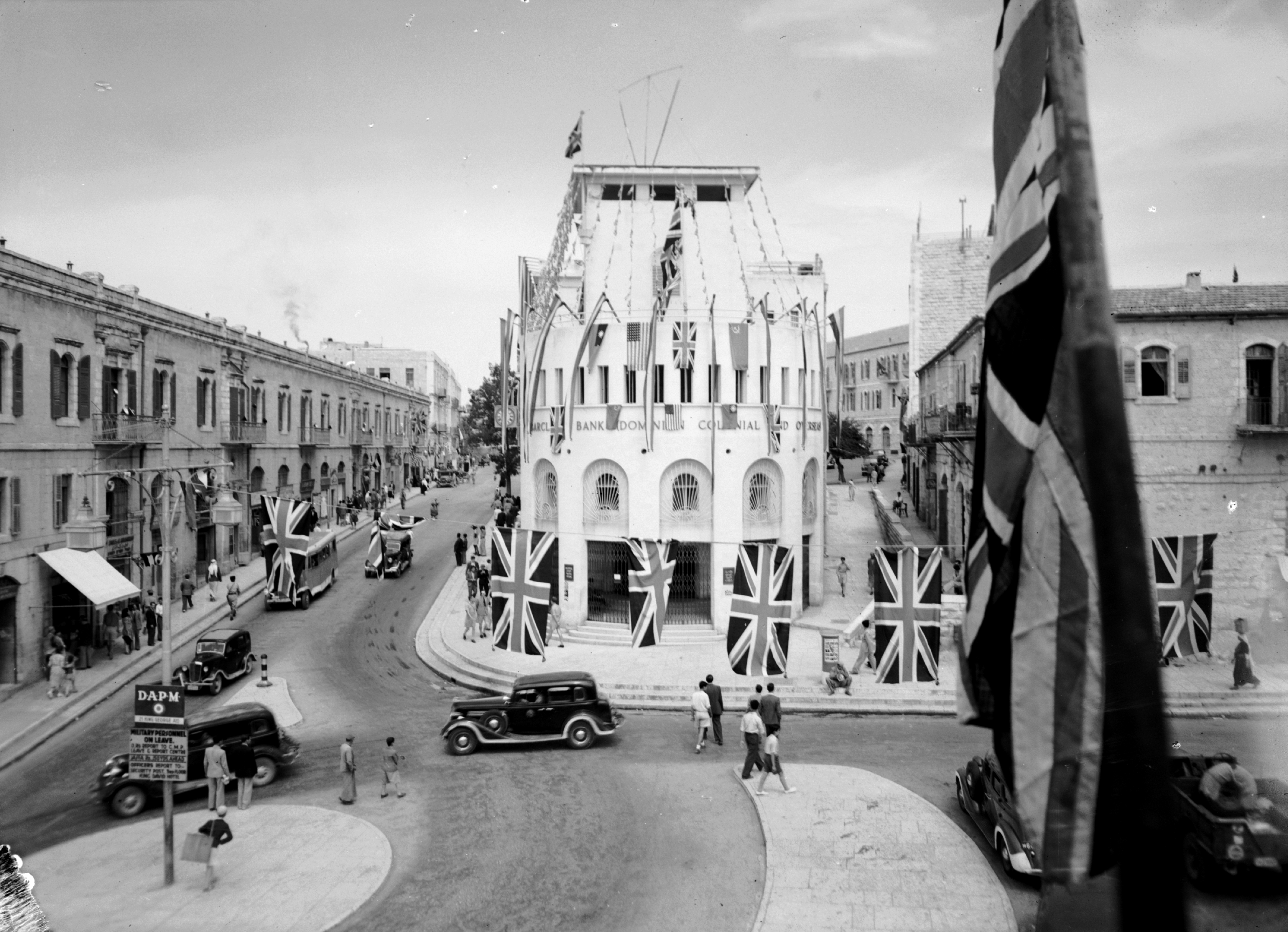
القدس، يوم النصر في أوروبا عام 1945

في عام 1944 حملت مانينغ وشَعَرَ الزوجان بسعادةٍ غامرة. وأصبحت في تلك الفترة أكثر هدوءًا، وأقل نقدًا للآخرين حتى مع أمها التي لطالما كانت علاقتها بها سيئة. وعلى غير العادة شعرت مانينغ بالراحة وأصبحت تخرج للتنزه وترسم حتى أنها أصبحت تحب الحياكة. ولكن في الشهر السابع مات الجنين داخل رحمها، وكما جرت العادة في ذلك الوقت فقد كان لزامًا عليها أن تنتظر لمدة شهرين - مرّا بصعوبةٍ بالغة - حتى تلد وليدها المتوفي. وخلال تلك الفترة كانت تردد بحزن «أنا أشبه بمقبرةٍ متحركة.» وبأسىً شديد أصيبت مانينغ بجنون العظمة. ودائمًا كانت خائفة من أن ريجي سوف يتم اغتياله، لكن ريجي كان متأكد من أنها تعاني من انهيارٍعصبي. وفي أكتوبر 1949 رافقها إلى قبرص لقضاء عطلة لمدة شهر، وعند عودتهما إلى فلسطين كانت لا تزال مريضة. لاحظ الشاعر لويس لولر استياء تلك «المرأة الغريبة صعبة المراس»، وسلوك زوجها «الصبور» على الرغم من أن مانينغ كانت تناديه باسمه الأخير طوال هذه الفترة. لقد ترك موت جنينها في نفسها أثرًا لم تتعافَ منه طوال حياتها، وقلما كانت تتحدث أو تكتب عن هذا الأمر، ولم يكن باستطاعتها أن تنجب مزيًدا من الأطفال. لذلك عملت بعد ذلك على توجيه مشاعر الأمومة لديها إلى الحيوانات خاصة القطط.
أصيبت مانينغ بالزُحارالأميبي خلال تلك الفترة التي قضتها في الشرق الأوسط، مما أدى إلى دخولها أكثر من مرة مستشفيات في كلٍ من القاهرة وفلسطين. وعندما انتهت الحرب في أوروبا في مايو 1945 قرر الزوجان بسبب حالتها الصحية أنها يجب عليها أن تعود إلى إنجلترا، وبالفعل سافرا معا إلى السويس ثم أبحرت وحدها إلى بلدها.

## فترة ما بعد الحرب في إنجلترا
قضت مانينغ فترة قصيرة مع والديها الشاعرين بالأسى، ثم انتقلت بعد ذلك إلى شقتها الواقعة في لندن، وكانت بورتسموث آنذاك تتعرض لقصفٍ شديد. وصل ريجي خلال صيف عام 1945 ثم وجد وظيفة له في قسم المختارات في هيئة الإذاعة البريطانية. وفي عام 1947 ضبط المكتب الخامس ريجي باعتباره جاسوس شيوعي ووُضع تحت المراقبة. ووفقًا لسجلاته فإن ريجي كان يعمل من أجل زيادة النفوذ السوفييتي في رومانيا والشرق الأوسط طوال فترة الحرب. لم تكن مانينغ تشارك زوجها في معتقداته السياسية، ولكنها كانت على علمٍ تام بأن هاتفه مُراقَبْ، ولذلك كانت تخشى عليه من أن دعمه المتفاني للشيوعية هذا سوف يؤدي إلى فصله من هيئة الإذاعة البريطانية «بي بي سي». إلا أنه سرعان ما نُقِلَ بعد ذلك من قسم المختارات إلى قسم الدراما لأنه بعيد إلى حدٍ ما عن السياسة. وتوقفت تلك المُراقبة عندما استقال ريجي من الحزب الشيوعيّ وذلك عَقِبَ الثورة المجرية عام 1956.
عَمِلت مانينغ أيضًا لدى هيئة الإذاعة البريطانية، حيث أنها كانت تكتب سيناريوهات من روايات كل من جورج إليوت، وأرنولد بينيت، وآدا ليفيرسون. وأكملت كتابها عن ستانلي وأمين باشا الذي أطلقت عليه اسم «رحلة استكشافية لا تُنسى في المملكة المتحدة» (بالإنجليزية :The Remarkable Expedition in the UK)، وكتابها «الإنقاذ المُمانع في الولايات المتحدة» (بالإنجليزية :The Reluctant Rescue in the US) الذي نُشر في 1947، ثم أُعيد إصدارهما في وقتٍ لاحق عام 1985. وعلى الرغم من أن هذا الكتاب نُقِدَ نقدًا بناءً، إلى أنه لا يزال نسبيًا غير معروف. وفي عام 1948 قامت دار النشر «هينمان» بنشر كتابها «النضوج» (بالإنجليزية :Growing Up)الذي يضم عددًا من القصص القصيرة. وحملت إحدى هذه القصص عنوانًا يشير إلى علاقتها مع «هاميش مايلز». وتم الاتفاق على أن يستمر التعاقد مع دار النشر حتى عام 1974.

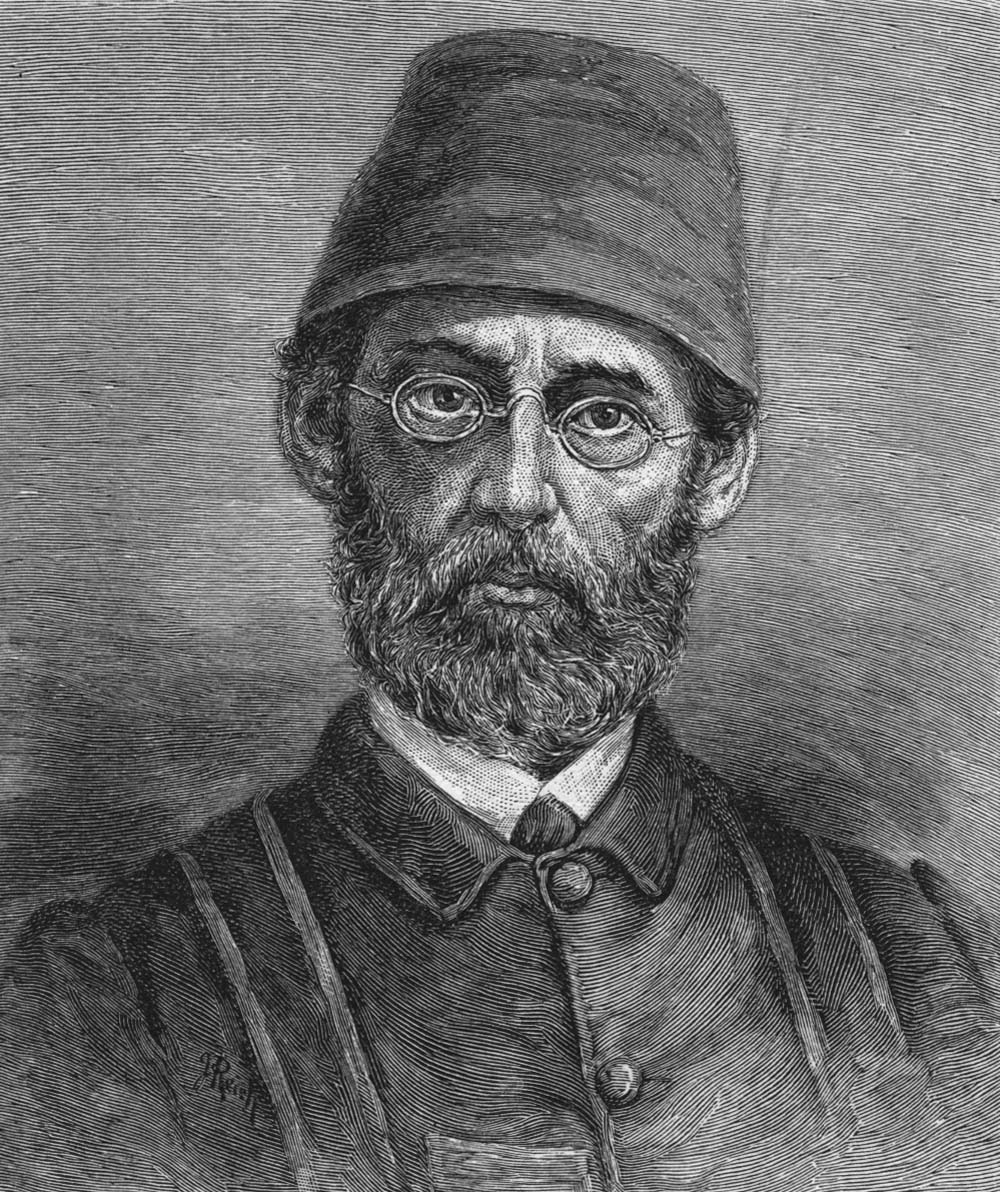
تدور أحداث كتاب رحلة استكشافية لا تُنسى حول المُستكشف أمين باشا

تنقل الزوجان بين عددٍ من الشقق المستأجرة، إلا أنهما في عام 1951 استقرا في منزٍل في شارع جونزوود، وكانا يؤجران شققًا للنزلاء من الباطن كما فعلا مع كلاً من الممثلين:«جوليان ميتشل»، و«توني ريتشاردسون». كانت مانينغ تتعاطى كمية وافرة من شراب الجن مخلوط مع مياه غازية حتى تُخفي خجلها، وكان من الممكن أن تُصبح عضو بارع على الساحة الأدبية في لندن، كما كانت في بداية مشوارها حيث أنها كانت تختلق أمورًا فيها تَبَجُّح مثلا عندما ادعت وجود علاقة أسرية بين «ماري بيلوك لوندس» و«أنتوني برجس» الذي عرض عليها الزواج في صباح اليوم التالي من موت زوجته. وقد ظهر عدم استقرارها أيضًا في أمورٍ أخرى مثل قلقها الشديد بشأن الماديات، وانشغالها بالطرق التي منها ستجني وتجمع الأموال. بعد الحرب لم يكن مانينغ وريجي على حدٍ سواء مخلصان لبعضهما، فمثلًا في الحفلات كان ريجي معتادًا أن يسأل النساء إن كانوا راغبين في لقاءات خارج نطاق الزواج. في حين أن مانينغ ادعت وجود علاقات غرامية بينها وبين كلٍ من «ويليام جيرهاردي»، و«هنري جرين». وسعيت أيضًا وراء المستأجر «توني ريتشاردسون» إلا أن سعيها كان غير متبادل.
ولفترة طويلة كان عشيقها هو طبيبها «جيري سلاتري». وقد صُدِمَ ريجي عندما علم بأمر هذه العلاقة، وأحس أنه يجب أن يخذُل زوجته إلا أنه وبعد فترة صعبة تأقلم مع الأمر، وسرعان ما أصبح هو وجيري صديقين مقربين. وبشكلٍ أو بآخر فإن ممارسة مانينغ الفاحشة قد سهّل على ريجي تبرير علاقاته المتكررة، ومن بينهم علاقته الطويلة مع «ديانا روبنسون» التي كانت ستصبح زوجته الثانية. لم تُعِرْ مانينغ خيانة ريجي لها كثيراً من الاهتمام، ودائمًا ما كانت ترد وتقول «أنت تعلم ما الذي يُحبه ريجي». لكن الزوجان لم يعتزما الطلاق أبدًا مؤمنين بأن الزواج هو ارتباط مدى الحياة.
أول رواية نُشرت لمانينغ بعد الحرب في عام 1949 كانت بعنوان «فنان وسط المفقودين» (بالإنجليزية : Artist Among the Missing) وفيها استحضرت ذكريات الحياة في الشرق الأوسط، وتلقت أراء نقدية متباينة. عملت مانينغ أيضًا على كتاب سفر أيرلندي بعنوان «شاطئ الأحلام» (بالإنجليزية :The Dreaming shore) الذي صور نشأتها الأنجلو أيرلندية، ولكنه كان بمثابة «عبء ثقيل» عليها لأنه تَطَلَبَ عددٍ من الرحلات المكلفة إلى أيرلندا. وجاء تميز هذا الكتاب بسبب نقله
لتطلع مانينغ بأنه سيأتي ذلك اليوم الذي ستكون فيه أيرلندا موحدة. واصلت مانينغ العمل على عددٍ من المؤلفات من بينهم :«مدرسة الحب» (بالإنجليزية : A School for Love) الذي نُشِرَ عام 1951. ودارت قصته حول نشأة ولد في فلسطين أثناء الحرب العالمية الثانية. ولأن مانينغ تثق في رأي زوجها الأدبي كثيرا، ولأنه دائم الدعم والمساندة لها، فقد قال عندما نُشِرَ هذا الكتاب مفتخرًا: «أوليفيا عزيزتي هي ما تستطيع أن تُطْلِق عليها المؤلفة المُعْتَمَدة.» وعمومًا فقد لاقت هذه الرواية قبولًا جيدًا، إلا أنها واجهت احتمالية أن تُرفع دعوى قضائية بتهمة القذف والتشهير من قِبَلْ «كلاريسا جرافيس» وذلك لأنهم زعموا أن «ميس بوهن»- وهي واحدة من الشخصيات في الرواية - تعود إلى أختها «روبرت».
أكملت مانينغ كتابها عن طريق عمل تقرير لكلٍ من مجلة «المُعاين»، و«صنداي تايمز»، و«المُراقب» و"اللكمة" هذا بالإضافة إلى مجلاتٍ أخرى، فضلًا عن مساهماتها أحيانًا في جريدة «فلسطين بوست». نُشِرَت روايتها الرابعة «الوجه الآخر» (بالإنجليزية :A different Face) قي عام 1953، ودارت أحداثها في مدينة كئيبة قصدت بها بورتسموث مسقط رأسها، وقد عرضت فيها مُحاولات البطل المتعددة لترك بلدته. لم يتلق هذا الكتاب رُواجَا كبيرًا، وكما هو الحال في كثيرٍ من الأحيان شَعَرَتْ بأنها أُهْمِلًت، وأنها لم تتلق الإشادة التي تستحقها. إن عدم ثقتها بنفسها، وسعيها للكمال جعلها إنسانة صعبة المراس وغضوبة. كانت مانينغ أيضًا على درايةٍ تامة بالكُتاب الشباب الذين تفوقوا عليها مثل المؤلفة«إيريس مردوخ» التي كانت تُشاركها اهتمامها بالأطباق الطائرة، إلا أنهما قد جمعتهما صداقة غير مُستقرة لأن مانينغ كانت تَغَار من نجاحاتها. كانت مانينغ تعلم أنها حاقدة، لكنها لم تستطع أن تُغير من طباعها، ودائمًا ما كانت تنتقد اصحابها من الكُتابِ إلى الآخرين. ورغم كل ذلك إلا أنها أحبت وأشادت «بإفي كومبتون بورنيت» التي تعرفت عليها عام 1945 وكانت تُقدر هذه الصداقة بشكلٍ كبير. كانت مانينغ أيضًا تتذمر من دار النشر هينمان، ومن أن زملاؤها لا يُقدروها. حتى أن أنتوني باول قال أنها «أسوأ مُتذمرة في العالم»، وقال الناشر أنها «مؤلفة ليس من السهل أبدًا التعامل معها»، وأطلق صديق عليها لقب «أوليفيا المتبرمة» وهو اللقب الذي تم تداوله بين الآخرين، والذي بدوره أدى إلى زيادة انزعاجها.
في عام 1955 نشرت مانينغ «يمامات كوكب الزهرة» (بالإنجليزية :The Doves of Venus) الذي استمدت محتواها من تجاربها في لندن في الثلاثينيات، وفيها شخصية إيلي بارسون، ونانسي كلاي بول اللذان يدلان على مانينغ وستيفي سميث. كانت إيلي فتاة وحيدة تسعى للهروب من أمها التي تُحبطها دائمًا. وبشكلٍ عام تلقى الكتاب إشادات إيجابية، إلا أن مانينغ لم تكن راضية لعل ذلك يرجع إلى تصويرها في الرواية حيث أن ستيفي سميث علقت تعليقا وصفته مانينغ بأنه «نقدًا خبيثًا». وأصبحت الصديقتين المقربتين بالكاد يتكلمن إلى بعضهن البعض، وذلك على الرغم من الجهود التي بذلتها سميث في مُحاولة توطيد العلاقة مرة أخرى. وأخيرا غفرت مانينغ لها على مضضٍ عندما علمت أنها تُصارع مرض الموت وقالت «حسنًا، إن كانت مريضة بحق، فإننا علينا أن نعف عما سلف.»
وجهت مانينغ كثيرًا من وقتها واهتمامها للحيوانات، وخاصة القطط السيامي التي أحبتها بشدة. وكانت تهتم بصحة وراحة حيواناتها الأليفة، وتأخذهم عند زيارتها للأصدقاء. وكان معها دائمًا زجاجات الماء الساخن لهم في حال انخفضت درجة الحرارة. وكثيرًا ما غيرت الأطباء البيطريين اللذين تتعامل معهم، وقالت ذات مرة لأحدهم «أنا لا أدفع لك لتقول لي أن حيواني هذا لا يُعاني من شيء.» بل واستعانت في بعض الأحيان بمن يُبرئ المرض بالإيمان، والدعوات، والصلوات وليس بالطب. هذا بالإضافة إلى أنها كانت داعمة ملتزمة لمنظمات مكافحة العنف ضد الحيوان. وقد تجلى حبها واهتمامها بالقطط في كتابها «قطط فريدة» (بالإنجليزية :Extraordinary Cats) الذي نُشر عام 1967.
في شهر ديسمبر من عام 1956 نشرت مانينغ سلسلة مكونة من اثنتي عشرة مسودة هزلية عن ريجي بعنوان «زوجي صانع عربات» (بالإنجليزية : My Husband Cartwright) وظهرت أول مرة في مجلة اللكمة، ولم تلق رواجًا كبيرًا، وكالعادة شعرت مانينغ بالانزعاج وبخيبة الأمل. قدمت مانينغ زوجها في هذا الكتاب قبل ظهوره في «ثروات الحرب». وفي الكتاب وضعت مانينغ أحداث كوميدية كان من شأنها أن أبرزت شخصية ريجي الاجتماعية واهتمامه بالقضايا المجتمعية. «زوجي صانع العربات محب لزملائه، والمحبين لزملائهم من الرجال من الممكن أن يكونوا مثيرين للسخط[….] عندما كان يُلقي محاضرات في الخارج، كان يستاء من عددٍ من» المشاهد«وخاصة» الغير مجدية«منها الآثار والقبور. قد تفترض أنه لولا وجود مثل هذه الإلهاءات كطبريا مثلًا، ووادي الملوك، وفيلا هادريان، فإن السُياح في الخارج كانوا سيتفرغوا فقط للتخفيف من حدة الفقر».

## ثلاثية البلقانوأعمال أخرى
عملت مانينغ بشكلٍ أساسي في الفترة ما بين 1956 و1964 على «ثلاثية البلقان» (بالإنجليزية :the Balkan Trilogy)، وهي سلسلة مكونة من ثلاث روايات مستوحاة من تجاربها خلال الحرب العالمية الثانية، وكالعادة فقد تلقت دعمها وتشجيعها من ريجي. وصف كتابها زواج هارييت وغاي برينغل اللذين عاشا وعَمِلا في رومانيا واليونان، ثم ختمت كتابها بهروبهما إلى الإسكندرية وذلك قبل تقدم الألمان. «غاي» هو رجل رائع وصعب الإرضاء في آنٍ واحد، أما «هارييت» فقد كانت امرأة ذات شخصية مغرورة وغير صبورة، وتنتقل من العاطفة المبكرة إلى قبول الاختلاف. وصفت مانينغ كتبها بأنها عبارة عن فصولٍ طويلةٍ لسيرة ذاتية، وأن إصداراتها الأولية كُتِبَت باستخدام ضمير المتكلم، وكان لها أيضًا قصص خيالية جديرة بالملاحظة. في بداية الحرب كانت مانينغ تبلغ من العمر 31 عامًا وريجي 25، أما هارييت برينجل فقد كانت 21 عامًا وزوجها يكبرها بعامٍ واحد. كانت مانينغ تكتب لأن ذلك كان عملها أما إبداعها فقد كان موهبة.

قصر الملك، بوخارست، رومانيا 1941

تلقى المجلد الأول من ثلاثية البلقان «الثروة الهائلة» آراءً نقدية متباينة، ولكن النقاد أشادوا بالمجلدين الآخرين: «المدينة الفاسدة» و«الأصدقاء والأعداء». وذكر أنطوني برجس أن مانينغ «واحدة من أبرع الروائيات عندنا»، وعقدت مقارنات بينها وبين لورانس دوريل، وغراهام غرين، وايفيلين وو، وأنتوني باول. وتعالت أصوات منتقدي مانينغ، ما أشعل غضبها كالعادة.
بعد نشر المجلد الأخير من ثلاثية البلقان عام 1965، عملت مانينغ على مذكرات قطتها ومجموعة من القصص القصيرة منها «بطل رومانسي» و«قصص أخرى» حيث نشرت في عام 1967. ظهرت أيضًا رواية لها بعنوان «غرفة اللعب» (التي نُشرت مثل «فتيات كامبرليا في الولايات المتحدة») في عام 1969. احتوى كتابها عن القصص القصيرة و«غرفة اللعب» على فكرة اهتمت بها مانينغ وهي انجذاب الشخص جنسيًا للأمثال من الجنس نفسه. لم يكن اكتشاف ناجح لحياة واهتمامات المراهقين على الرغم من أن الآراء النقدية عمومًا جاءت مشجعة. وتم اقتراح فكرة أن يُصدر منه فيلم، وبالفعل طلبت «كين أناكين» منها أن تكتب السيناريو. كان الفيلم يحوي مشاهدًا جريئة أكثر بكثير من الكتاب، وتم تجهيزه قبل نفاذ المال. أما النسخة الثانية كان لها سيناريو مختلف تمامًا، وقد طُوِرًت أيضًا ولكن بلا جدوى. قالت مانينغ مُعقبةً على هذا الأمر «لقد انهار كل شيء، لقد أضعت الكثير من الوقت، وهناك أشياء لا تستطيع أن تبذل جهدًا لتفعلها عندما تكون في الستين». قالت ذلك محاوِلةً التعتيم على سنها لأنها في الواقع كانت تبلغ من العمر اثنين وستين عامًا.

## ثلاثية المشرق العربي
طرأ عدد من التغييرات على عائلة مانينغ في السبعينيات، فقد انتقل الزوجان إلى شقة أصغر بعد تقاعد ريجي المبكر من هيئة الإذاعة البريطانية، وتم اختياره عام 1972 ليكون محاضرًا في جامعة ألستر الجديدة في كوليرين. وقد عاش الزوجان بعيدًا لفترةٍ طويلة، كما رفضت مانينغ فكرة الانتقال إلى أيرلندا.
دائمًا ما كانت مانينغ تُراقب الحياة عن كثب، وتمتعت بذاكرةٍ فوتوغرافية، حيث قالت لصديقها «كاي ديك» ذات مرة «أنا أكتب بناءً على تجاربي، ليس لدي خيال، ولا أظن أن هناك أي تجربة قد خضتها ولم تُدَون»، وبالرغم من ذلك فإن روايتها «الغابة المطيرة» (بالإنجليزية :The Rain Forest) التي نُشرت في عام 1974 قد أظهرت موهبتها الإبداعية في تجسيدها لجزيرةٍ خيالية وسكانها في المحيط الهندي. وتمثل أبطال الرواية في زوجين بريطانيين ذكر الكتاب تجاربهما الشخصية والمآسي التي عاشاها في مواجهة فترة النهاية العنيفة للحكم البريطاني الاستعماري. صُنِفَ هذا الكتاب بأنه واحدًا من أعمالها الأقل شهرة، وشعرت مانينغ بخيبة أمل أنه لم يُرشح لنيل جائزة بوكر الأدبية.

بدأت مانينغ العمل على «الشجرة الخبيثة» (بالإنجليزية :The Danger Tree) التي وصفتها في ذلك الوقت بأنها «الجزء الرابع لثلاثية البلقان» إلا أنها أصبحت الجزء الأول من ثلاثية المشرق العربي، وفيها أكملت قصة البرينجلز في الشرق الأوسط. كان هذا الكتاب بمثابة «صراعًا طويلًا» لمانينغ حتى تنتهي منه وذلك بسبب فقدانها الثقة في مقدرتها على التخيل. وقد ضم الكتاب تجارب الضابط الشاب «سيمون بولديرستون» في حرب الصحراء. بيد أن حياة عائلة برينجلز والظروف المحيطة بهما كانت أكثر أمانًا. كانت مانينغ مفتونة بالعلاقات الأخوية، وتذكرت موت شقيقها، وذكرت في كتابها العلاقة بين سيمون وأخيه هوغو. وشعرت بأنها لا تمتلك القدرة الكافية للكتابة عن الجنود والمشاهد العسكرية. وقد جاءت الآراء النقدية الأولية لتعضض هذا الأمر حيث أنهم وجدوا أن كتاباتها غير مقنعة وغير محتملة الوقوع. إلا أن التقييمات اللاحقة جاءت مقبولة إلى حدٍ كبير.

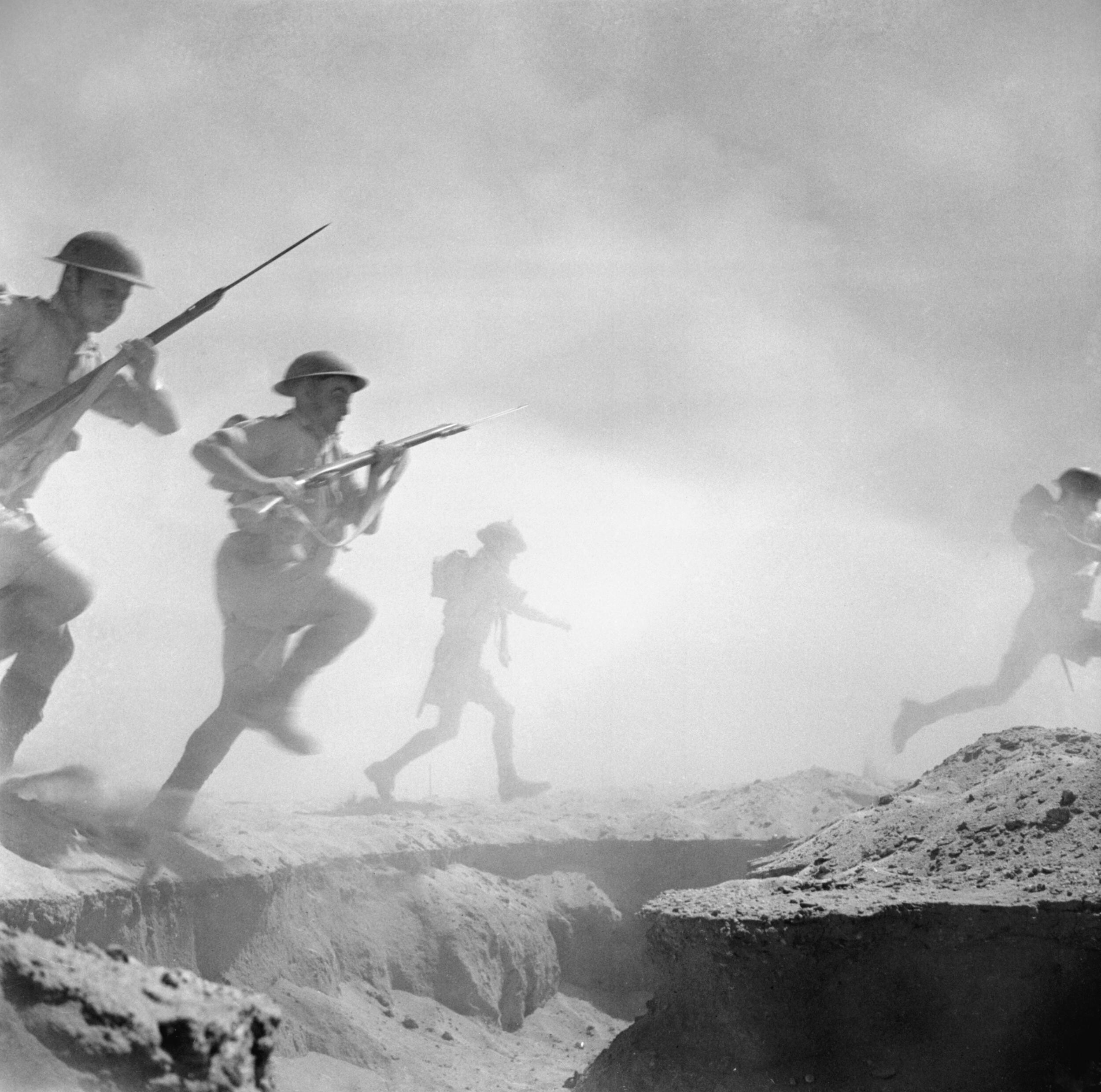
الجنود الريطانيين في العلمين أثناء حرب الصحراء

على الرغم من أن بعض أجزاء من الكتاب كانت محض تخيل، إلا أنها وظفت أيضًا أحداث واقعية، ومثال ذلك ما جاء في الفصل الأول من كتاب «الشجرة الخبيثة» وفيه وصفت الموت العرضي لابن السير ديزموند والسيدة هوبر. وفي الواقع قُتل ابن السير والتر والسيدة إيمي البالغ من العمر ثماني سنوات في عام 1943عندما كانوا في نزهة صحراوية وقام الولد بالتقاط عصا صغيرة كانت في الواقع قنبلة. وجاء في الرواية أن الوالدين الشاعرين بالأسى حاولا أن يُطعما الصبي من خلال فُتحة في خده. شعرت مانينغ بالاستياء لفترةٍ طويلةٍ من عدم مقدرة سمارت في أن يضمها هي وزوجها لدائرة معارفه من الفنانين في القاهرة. وقُوبِلَ هذا التصرف بازدراء شديد حتى من قِبَلِ أصدقائها الذين شعروا بالغضب أيضًا من أن السيدة سمارت الهادئة الوفية كان لها صلة قوية بالسيدة هوبر التي لم تكن على وفاق مع مانينغ. على الرغم من أن كلًا من السير والتر وزوجته قد توفيا قبل نشر هذه الرواية، إلا أن ناشر مانينغ تلقى رسالة من محامٍ مكتوبة بالنيابة عن أسرة سمارت وفيها اعتراض على هذا المشهد، وتُطالب بعدم الإشارة بعد ذلك إلى هذا الحدث أو إلى الزوجين في أي أعداد قادمة. إلا أن مانينغ تجاهلت كلا الطلبين. وقد اعتمدت في شخصيتها «أيدن برات» على الممثل، والكاتب، والشاعر«ستيفن هاغارد» الذي تعرفت عليه أثناء وجودها في القدس. وقد قام هاغارد – مثل برات- بعملية انتحارية على متن القطار الواصل بين القاهرة وفلسطين. بالنسبة لهاغارد فقد كان انتحاره هذا عقب نهاية علاقته بامرأة مصرية جميلة، أما برات فكان بعد علاقة حب غير متبادل من نفس الجنس. بعد سنوات كانت مانينغ تشتكي فيها من ناشرها هينمان، انتقلت إلى ويدنفلد ونيكلسون واستمرت معهم حتى نهاية حياتها. كانت «الشجرة الخبيثة» واحدة من نجاحات مانينغ الأساسية المهمة، لكن مانينغ كانت تشعر بالإحباط من أن روايتها لم تُرشح لنيل جائزة بوكر. واختارت جريدة اليوركشاير بوست هذه الرواية على أنها أفضل رواية لهم لعام 1977, وجاء هذا القرار عقب اختيارها عام 1976 لتحصل على وسام الصليب الحديدي من الدرجة الثالثة.
استعانت مانينغ بمذكرات المشير مونتغمري التي ساعدتها كثيرًا ووجدت أن تصوير مشاهد الحرب أصبح أسهل بكثير أثناء كتابتها للمجلد الثاني من ثلاثية المشرق العربي بعنوان «المعركة خسارة وفوز». وبعد بداية بطيئة كتبت مانينغ بيقين وسرعة أكبر، وانتهت من كتابها في فترةٍ قياسية وهي سبعة أشهر فقط، ثم نُشرت عام 1978. تتبع الكتاب عائلة برينجلز في الوقت الذي كان فيه رومل والفيلق الأفريقي يتجهون نحو الإسكندرية، وهو المكان الذي كان جاي يُدَرِس فيه. وظلت مصر مكان متميز لتبادل الجنسيات، وبدأ زواج البرينجلز ينحل شيءًا فشيءًا.

## السنوات الأخيرة
تأثرت مانينغ كثيرًا بموت عشيقها المفاجئ «جيري سلاتري» في عام 1977، حيث ظل صديقها المقرب لأكثر من ربع قرن. كانت سنوات مانينغ الأخيرة صعبة بسبب تدهور صحتها، فقد عانت كثيرًا من التهاب المفاصل الذي أدى إلى استبدالها مفصل الورك في عام 1976، وفي عام 1979 ساءت حالتها الصحية جرّاء إصابتها بالدوسنتاريا الأميبية عندما كانت في الشرق الأوسط. وبدأت مانينغ العمل على الرواية الأخيرة من ثلاثية المشرق العربي «خلاصة الأمور» التي وافقت فيها هارييت على أن تُبحر عائدة إلى بلدها «المملكة المتحدة»، ولكنها عندما علمت أن عليها أن تُودع جاي غيرت رأيها. ووصفت الرواية رحلات هارييت لكلٍ من سوريا، ولبنان، وفلسطين، ووصفت أيضًا معيشة جاي في القاهرة بعدما زعم أنه سيصبح أرمل عندما سمع عن غرق سفينة هارييت، ثم ذكرت إصابة سيمون بولديرستون وتعافيه أثناء معركة العلمين.
نُشِرَ كتاب «خلاصة الأمور» بعد موتها في 4 يوليو 1980 إثْرَ إصابتها بجلطة دماغية حادة أثناء زيارتها لأصدقاءٍ لها في جزيرة وايت. وتوفيت في المستشفى في 23 يوليو، وكالعادة تم استدعاء ريجي من أيرلندا لأنه لم يكن موجود أثناء موتها. لم يتحمل «فراقها» لذلك ذهب إلى لندن حتى يُبْقِى نفسه مشغولاً. طالما توقعت مانينغ أن ريجي- دائم التواني- سيتأخر عن جنازتها، وبالفعل كاد أن يتأخر. أما في فترة الحداد اعترى ريجي كثيرًا من التحولات المفاجئة، فكان مُراوحا بين النواح والضحك بشكلٍ هستيري. وتلك هي ردة الفعل ذاتها التي تخيلتها مانينغ لجاي برينغل عندما تلقى خبر وفاة هارييت المزعوم في رواية «خلاصة الأمور». حُرقت مانينغ ودُفن رمادها في بيلينجهام مانور في جزيرة وايت.
كانت مانينغ تشتكي كثيرًا من قلة الاعتراف بها ككاتبة، ولم يُجبِرْ خاطرها ما ذكره زوجها وأصدقائها لها بأنه سوف يتم الاعتراف بموهبتها، وستُقرأ أعمالها لمدة سنوات قادمة، وجاء ردها «أنا أريد أن أكون مشهورة الآن، الآن». ولكن اشتهرت مانينغ وتزايد عدد قراءها كثيرًا بعد وفاتها. وقد ظهر مسلسل تلفزيوني بعنوان «ثروات الحرب» بطولة إيما تومسون، وكينيث براناه وعُرض أخيرا في عام 1987 حيث كان له كبير الأثر في أن يُقدَمْ عملها لجمهورٍ أكبر.

## أعمالها الفنية

### مدى قبول أعمالها
على الرغم من أن أعمال مانينغ كانت نادرا ما تُقرأ، ولم تتلق اهتماما كبيرا من النقاد، إلا أن «ثروات الحرب» اشتهرت بعد وفاتها. واستمر طبع نسخ جديدة لبعض كتبها مثل «ثروات الحرب»، و«مدرسة الحب»، و«يمامات كوكب الزهرة»، و«الغابة المطيرة»، و«بطل رومانسي». وتُرجِمَتْ أيضا بعض من رواياتها - على رأسهم «ثروات الحرب» - إلى الفرنسية، والألمانية، والفنلندية، والسويدية، والدنماركية، والإسبانية، واليونانية، والرومانية، والعبرية. وتماما كما حدث أثناء حياتها فقد تباينت الآراء إزاء أعمالها، فذهب البعض إلى أن كتبها «تُعاب بسبب الانغماس في الملذات، وقلة محاسبتها لنفسها»، وأسلوبها النمطي في النقد، بالإضافة إلى تصوير الجماعات العرقية والدينية بشكل كاريكاتوري ساخر. وأثنى الآخرون قليلا على رواياتها بأنها مقنعة وذات تطلع، وأن تصويرها للشخصيات ممتاز. تناولت رواياتها مواضيع السفر، والمغامرات الطويلة، ورحلات النشدان على الصعيدين الحرفي والمجازي. وتجلت قدرة مانينغ الرائعة في مقدرتها على «استعادة ذكريات الأماكن» وشملت الجوانب المادية، والثقافية، والتاريخية وقد أعجبت الناس بشكلٍ كبير. حيث أثنى الناقد والتر آلين على «رؤيتها للعالم الواقعي بعيني فنان.»

#### ثروات الحرب
أفضل أعمال مانينغ كانت عبارة عن ست كتب جُمعوا تحت عنوان«ثروات الحرب»، ووُصفوا بأنهم «أكثر الروايات التي بُخس قدرها في القرن العشرين»، ووُصِفَتْ المؤلفة بأنها «واحدة من بين أبرع كُتّاب الروايات المُسَلْسَلَة في القرن العشرين». كتبت مانينغ «ثلاثية البلقان» أثناء الحرب الباردة التي كانت بعد ستة عشرة عامًا من الفترة المذكورة، والتي دارت أحداثها في كلٍ من رومانيا واليونان، لتصبح واحدة من أهم الأعمال الأدبية في المنطقة خلال فترة الحرب. إلا أنها انتُقِدَتْ بسبب تصويرها للبلقان أثناء فترة الحرب الباردة، وأيضًا بسبب عجزها عن «إخفاء كراهيتها لكل شيء روماني.» أما «ثلاثية المشرق العربي» فقد دارت أحداثها في الشرق الأوسط، وتم الإشادة بها بسبب تصويرها الدقيق لتجربة سيمون بولدرستون في حرب الصحراء، وزواج البرينجلز أثناء الأحداث العالمية الهامة. وأُعيد طبع مقتطفات من رواياتها لتُضَم إلى مجموعة من كتابات النساء عن الحرب. وقد زعم «ثيودور شتاينبرغ» أن ثروات الحرب من الممكن أن يُنظَرَ إليها باعتبارها رواية ملحمية، بسبب نظرتها الشاملة، وطاقم التمثيل المتكامل المكون من شخصيات ممتعة أصبحت كنقطة محورية في التاريخ. وكما هو الحال في القصص الملحمية الأخرى فإن كتبها عرضت تداخل الأفكار الشخصية والوطنية. وكان هناك إشارات متكررة إلى سقوط طروادة، شملت إنتاج جاي برينغل لمسرحية شكسبير «ترويلوس وكريسيدا» وفيها مَثَّلَ البريطانيين المنفيين أنفسهم، في حين أن أوروبا ورومانيا مَثَلوا مدينة طروادة المنكوبة. يرى شتاينبرغ أن كتبها تتحدى أيضًا ما اعتادوا عليه بأن الرجل هو من يسرد وقائع الحرب في الرواية الملحمية إلا أنها عرضتها من خلال عيون شخصية نسائية. «وكثيرًا ما تعارضت معتقداتها مع معتقدات الرجال المحيطين بها.» وفي المقابل فقد رأى آدم بيتي أن تسلسل هذه الرواية يدل على أنها ملحمة فاشلة. ظهرت نتائج الحرب الباردة التي تهدف إلى قمع التغيير في «إشفاق هارييت الشديد على نفسها بسبب زواجهما»، أما عدم التعرض لموضوع راديكالية الحرب ومصير ضحاياها فقد مُثِلَ عن طريق جاي واندماجه السياسي.

#### أعمالها الأخرى
لم تكن أعمال مانينغ الأخرى أقل أهمية من ثلاثياتها السابقة. فروايتها «الرياح تتغير» دارت أحداثها قبل الحرب في أيرلندا عام 1937 وكان لها السبق من بين أعمالها المستقبلية في «إشاراتها الضمنية لطبيعة العلاقات التي وُجِدَتْ أثناء الحرب». في البداية تم اعتبار أعمالها التي كتبتها في مرحلة ما بعد الحرب، والتي صورتها تارةً داخل بلادها وتارةً خارجها بأنها ليست الخطوة المثلى في توضيح آرائها عن حرب المنفيين وكيفية الكتابة عنهم. وقد تخلل الجمود والاستياء رواياتها وقصصها التي وقعت في كلٍ من إنجلترا وأيرلندا، أما أعمالها الأخيرة التي كتبتها في الخارج فقد أبرزت ما تميزت به من إثارة ومغامرة. دارت أحداث كتاب«فنان بين المفقودين»1949، و«مدرسة الحب»1951 في القدس، وكان ذلك هو أول نجاح لها من حيث المبيعات ومن حيث آراء النقاد أيضًا. بالإضافة إلى أنها كانت بمثابة خطواتها الأولى نحو اكتشافها عدد من الموضوعات كالحرب، والاستعمار، والإمبريالية البريطانية.
كان لمانينغ آراء نقدية، ومؤلفات مخصصة للراديو وسيناريوهات، بالإضافة إلى عددٍ من الكتب الواقعية. وقد لاقى كتابها «رحلة استكشافية لا تُنسى»1947 رواجًا كبيرًا، حيث أنه تناول قصة أمين باشا وهنري ستانلي، وتم الإشادة به عندما أعيد إصداره عام1985 بسبب قصته المعبرة وطبعه الفكاهي. تلقى كتاب رحلاتها عن أيرلندا الذي كتبته بعنوان «شاطيء الأحلام»آراء نقدية متباينة حتى من صديقها القديم لويس مكنيس. ولكن فيما بعد أعجبوا بمقتطفات من هذا الكتاب وغيره من مؤلفاتها عن أيرلندا وتم جَمْعُها. أما كتاب مانينغ «القطط الفريدة»1967 فقد تحدثت فيه عن حيواناتها الأليفة وشدة حبها لهم. وجاء تعليق ستيفي سميث في جريدة الصنداي تايمز فيما بعد لتتهم كتاب مانينغ بأنه كان «عاطفي بشكل أكبر من وضعها الحقيقي.» وقد نشرت أيضًا مجموعتين من القصص القصيرة: «النضوج»1946 وقد أشيد بها على نحوٍ رائع، و«بطل رومانسي» وقصص أخرى 1967، واحتوت الأخيرة على ثماني قصص حزينة من مجلدها السابق.

### مواضيعها

#### الحرب
على عكس قصص النساء التي تناولت موضوع الحرب في تلك الفترة، لم تسرد أعمال مانينغ تفاصيل الحياة في الجبهة الداخلية، وإنما اهتمت قصصها - عن أيرلندا والحرب العالمية الثانية - بأوضاع المحاربين والمدنيين داخل الحدود وخارجها. من وجهة نظر مانينغ : الحروب هي معارك تحدث من أجل فرض السيطرة والاستيلاء على الأراضي. «ومن خلال كثرة الصور والخيالات التي أوردتها مانينغ عن الحرب، ذَكّرَتْنَا بأن الحروب القائمة من أجل الحصول على الأرض كانت دائمة.» لم تفخر كتب مانينغ بالبطولة البريطانية، ولا ببراءة المدنيين، وإنما ركزت على أسباب ومخاطر الحرب التي تأتي من الداخل مثلما تأتي من الخارج، وأخطر التهديدات التي أتت زملائهم البريطانيين. صورت مانينغ رجال الجيش بأنهم أبعد ما يكون عن الشجاعة، وصورت الترانيم البريطانية الرسمية بشكلٍ هزلي. وسردت وقائع الصراع القائم في «ثروات الحرب» من خلال وجهة نظر امرأة مدنية مُراقِبَة لما يجري، وأوردت في كتبها بعد ذلك رؤية الجندي سيمون بولدستيرون للحرب. تباينت الآراء النقدية التي تلقتها مانينغ إزاء نجاحاتها في تصوير مشاهد الحرب في كتابها «ثروات الحرب». حيث جاءت أولى الآراء من «أودين وو»، و«هيو ماسي» منتقدة أعمالها التي رآها غير واقعية وغير محتملة الوقوع. لكن النقاد فيما بعد وصفوا تصويرها للحرب بأنه حيوي، ومحرك للمشاعر، ومقنع إلى حدٍ كبير. كانت كتبها بمثابة إدانة للحرب وأهوالها. وفي عام 1954 علق ويليام جيرهاردي على «فنان وسط المفقودين» قائلًا «أنها حرب رُصِدَت من خلال مجال ضيق جدًا لدرجة أن العدسة أشعلت كل شيء حتى الورقة.» اهتمت مانينغ كثيرًا بموضوع استمرارية الحياة، وذلك لمعاصرتها وقائع الموت والفناء وما لازمهما من ترويع للمدنيين وللجنود أيضًا. ولعل تكرارها للقصص، والأحداث، والوفيات قد أعطى «انطباع بأن حياة الناس قد حوصرت في حربٍ لا نهاية لها» وليس لها نهاية تلوح في الأفق.

#### الاستعماريةوالإمبريالية
زوال الإمبراطورية البريطانية هو الموضوع الرئيسي الذي تناولته مانينغ في أعمالها. وقد عارضت كتبها موقف التاريخ الإمبرياليّ والحتميّ، وواجهته بفكرة إمكانية التغيير لأولئك اللذين شُرِدوا بسبب الاستعمار. اتخذت أعمال مانينغ موقفًا قويًا ضد الإمبريالية البريطانية، وانتقدت بشدة كلًا من العنصرية، ومعاداة السامية، والاضطهاد الذين وُجِدوا في نهاية حقبة الاستعمار البريطاني. وكَتَبَ شتاينبرغ «أثبت نظام الإمبريالية البريطاني أنه نظام فاسد، ويهدف لخدمة نفسه فقط، ولا يستحق أن يُحل فحسب وإنما هو بالفعل على حافة الهاوية.» معظم الشخصيات البريطانية في روايات مانينغ افترضت شرعية بريطانيا العظمى والإمبريالية، وعاشوا في نضال مع أحوالهم كمستبدين غير مُرحب بهم في بُلدان حُمِلَت مضطرة على أن تُرحب بنفوذ المستعمر. ومن هذا المُنْطَلق فقد هُمِشَت شخصية هارييت ليس فقط لكونها مغتربة، وإنما أيضًا لأنها امرأة، وفي الحالتين عاشت كظالمة ومظلومة. في حين أن شخصيات أخرى مثل جاي، والأمير ياكيموف، وصوفي سَعَوَا لفرض أشكال مختلفة من القوة والسلطة على الآخرين وهو ما عكس- بشكل مصغر - الصراعات الوطنية، وإمبريالية الإمبراطورية البريطانية. طالما كتب فيليس لاسنير بتوسع عن مؤلفات مانينغ من منظور الاستعمارية وما بعد الاستعمارية، حيث أشار أنه حتى الشخصيات العاطفية ليس لهم عذرا في تواطئهم كمستعمرين. وجاءت ردود البرينجلز مؤكدة «أن العلاقات بينهم كمستعمرين منفيين وبين المُستَعْمَر سيئة.» وعلى الرغم من إشارتها للمصريين بشكلٍ بسيط ومباشر في «ثلاثية المشرق العربي»، إلا أنهم أكدوا الذاتية لبلادهم.
في كتابها «فنان وسط المفقودين» 1949، صورت مانينغ التوترات العرقية التي نشأت عندما اختلطت الإمبريالية بتعدد الثقافات، تمامًا كما قيّمت المأزق السياسي في رواياتها الأخرى عن الحرب، حيث صورت بريطانيا وهي تسعى لهزيمة العنصرية النازية مع إصرارها على الاستغلال الاستعماريّ البريطانيّ. أما «مدرسة الحب»1951 فهي حكاية تتعلق بصبي يتيم ورحلة تحرره من الوهم في مدينة عربية. وقد جُسِدَت اليهودية، والقمعية، وصور من الاستعمارية في شخصية ميس بوهن الباردة، المُعَادية للسامية، التي تتظاهر بالورع.
لم تكتفِ مانينغ بمناقشة هذه المواضيع في رواياتها الرئيسية التي دارت أحداثها في أوروبا والشرق الأوسط، وإنما ناقشتها أيضًا في رواياتها الأيرلندية مثل «الرياح تتغير»1937، والثماني قصص القصيرة التي كتبت معظمهن في بداية مشوارها المهني. وعكست أعمال مانينغ وجهة نظرها المعروفة بشأن سلوكيات الاستعماريين حيث أنها وصفت الجنوبيين الكاثوليكيين بأنهم وحشيين، وبدائيين ومتمردين، على عكس الشماليين الذين يعيشون حياة جيدة وذات كفاءة. كافحت الشخصيات الرئيسية النازحة - التي لم تكن قيّمها مقبولة - من أجل أن تجد لها مكان ضمن الفئات المجتمعية. واشتهرت مانينغ أيضًا بسبب تركيزها الشديد على الأثر الذي خلفه انتهاء الحكم الاستعماري. وقد أورد كتابها «الغابة المطيرة» 1974 نظرة متشائمة للغاية، حيث أنها هجت فيه القيم البريطانية الوافدة على جزيرة خيالية، وانتقدت أيضًا المتورطين في حركة الاستقلال عن طريق وضع نظرة حقيقية لمستقبل الجزيرة المُتَوَقع بعد فترة الاستقلال.

#### الانزياح والآخرية
كانا التشرد والاغتراب من المواضيع المألوفة في كتب مانينغ. وقد تميزت شخصياتها بانعزالهم عن الآخرين، وبُعدهم الجسديّ والعاطفيّ عن العائلة والمحيط العائلي، وببحثهم الدائم عن مكان للانتماء إليه. لعل أزمة الهوية هذه تعكس شخصية مانينغ كابنة لأمٍ أيرلندية وضابط بحرية بريطاني. وقد قالت مانينغ في مقابلة معها عام 1969 «أنا حقًا لا أعلم من أنا، لم أشعر قط بانتمائي لأيٍ من المكانين.» خلق الصراع الموجود -في روايات مانينغ عن الحرب- قلقًا مضاعفًا، ووحشة عاطفية، وتشرد عاطفيّ ومكانيّ، بالإضافة إلى أن شخصياتها لم تستطع أن تتواصل مع بعضها البعض. لاحظت إيفي باتن في أعمال مانينغ «سيادة جو من الاستجابة النفسية»، وتناولها لموضوعات اللاجئين كثيرا. إن أعمالها الأدبية المبكرة التي اهتمت بتناول موضوع التشرد قد عُززت بتجاربها المروعة التي خاضتها كلاجئة أثناء فترة الحرب. ومن خلال سفرياتها رأت مانينغ أن لاجئي الحروب الأخرى قد مروا بمحنٍ أسوأ منها بكثير، مثل من طالب بحق اللجوء من اليهود الذين غادروا رومانيا على متن سفينة الستروما. كان للمنفى منافع ألقى بظلالها على الأدباء اللاجئين كمانينغ، حيث أنها تعاملت مع ثقافات مختلفة، ووصفت الشعر البريطاني في تقييمٍ لها عام 1944بأنه «أضفى طابع الحضارة القديمة العظمى.» ورغم ذلك فقد عكست كتاباتها قلقها العميق إزاء واقع معظم اللاجئين حيث أنها صورتهم بأنهم «آخرين ثُبِطَتْ عزائمهم وأهينوا»، لتتحدى بذلك التصور الغربي الكيّس عن الاستقرار والجنسية.
صُنفت مانينغ بأنها كاتبة مستشرقة، ودائمًا ما يُؤَكِدْ تصويرهم للثقافات الأخرى حبهم للأشياء الغريبة، وتصويرهم للمشاهد الأجنبية المتميزة. ظهرت هذه الخصال جلية في رواياتها التي وقعت أحداثها في رومانيا، وفيها لاحظ العلماء وصفها رومانيا بأنها بلد غريب «آخر». ورومانيا هي إرث الإمبراطورية العثمانية التي تحدها حدود أوروبا المتحضرة، وحدود الشرق الغير متحضرة. وقد أدى تصورها السلبي عن رومانيا «الآخر» تصوير سكانها كأنهم أطفال ويعيشون حياة منحلة، والنساء فاسقات وسلبيات، وبيئتهم فاسدة، ووحشية، وجامحة. وعلى النقيض فقد جاء تصويرها لليونان وأوروبا الغربية إيجابي حيث صورتهم في كتبها الأخرى بأنهم مركز الحياة المنظمة والحضارية. وبرغم الإبقاء على البناء الاستعماري الغريب في الأدب الغربي، فإن «الآخرية» قد ألفت كثيرًا من خلال شخصيات عُرفت بتأثيرها الأكبر على البلد، ولها صلة بالثقافة الغربية. وقد أدى تصويرها لرومانيا إلى أن قُيدت «ثروات الحرب» لكونها كتابات مثيرة للفتنة كُتِبَتْ في ظل الحكومة الشيوعية الرومانية.

#### النوع الاجتماعيوالنسوية
ليس من السهل تصنيف كتب مانينغ ضمن قائمة الأعمال النسوية. حيث أنها لم تتعاطف مع الحركة النسوية عندما كانت تدعم حقوق المرأة وخاصة حقها في المساواة في الأجور الأدبية، وكتبت أنهن «يَعْرِضْنَ أنفسهن، ولا يستطع أحد القول بأنهن جميلات، حيث أن معظمهن لديهن أوجه تُشبه العصيدة.» استُخْدِمَتْ كلمة «نسائي» في كتب مانينغ بشكل فيه استخفاف، وجنحت إلى ارتباط الأنثى برضاها الذاتي، وحماقتها، ودهاءها، وخداعها. أما وفاء النساء فقط ظهر بوضوح في الأدوار التقليدية للزوجة والأم، وحيز اهتمامها الشخصي. لاحظت اليزابيث بوين أن مانينغ «كانت أشبه بالرجل أثناء خوضها لتجاربها» مما أثر على كتاباتها المتعلقة بالنساء والحرب. ولم تُظْهِر مانينغ نفسها على أنها امرأة كاتبة، وإنما ككاتب عُرف بالصدفة المحضة أنه امرأة. وفي بداية مشوارها المهني قامت بإخفاء هويتها كامرأة عن طريق استخدام اسم مستعار والأحرف الأولى من كل اسم. وقد وجدت مانينغ أنه من الأسهل خلق شخصيات ذكورية. وعمومًا فإن رواياتها نزعت إلى تقليص الاختلافات بين الجنسين، حيث أنها كتبت عن الناس عامة أكثر من كتابتها عن النساء على وجه الخصوص. فمثلًا خاضت هارييت برينجل عدة تجارب من اكتشافها لذاتها، وشعرت بالتمكين كفرد بشكل أفضل من تضامنها النسوي مع بنات جنسها. ودار كتاب مانينغ «يمامات كوكب الزهرة» 1960 حول صداقة مانينغ مع ستيفي سميث، وأظهرت الشخصيات النسائية «غضب الخمسينيات الذي غالبًا ما ارتبط...بالشبان». وقد علقت «تريجلون» على كتب مانينغ الأولية لأنها كانت تقترب بشكلٍ عام من موضوع الجنس، وغالبًا ما كانت تبدأ الشخصيات النسائية بهذا الأمر. لكن نهجها هذا أصبح أكثر صراحًة في مجلداتها اللاحقة مع تصويراتها المبطنة عن الجنس، والشهوانية، والإحباط الجنسي في «ثروات الحرب». إن عالم النفس اليونغي «ريتشارد سوج» قد فسر تصرفات الشخصيات النسائية في أعمال مانينغ بأنهن يعاقبن أنفسهن بسبب تخطيهن المعيار المُتعارف عليه في المجتمع بخصوص النوع الاجتماعي، بالإضافة إلى مشاعرهن الشهوانية. وفي المقابل افترضت تريجلون أن هذه الأعمال عكست حزن مانينغ المستمر بسبب ابنها الذي وُلِدَ ميتًا.

## أعمالها
- وردة من الياقوت (1929) - تحت اسم يعقوب مورو.
- هنا جريمة القتل (1929) - تحت اسم يعقوب مورو.
- الجعران الأسود (1929) - تحت اسم يعقوب مورو.
- الرياح تتغير (المملكة المتحدة: 1988,1937; الولايات المتحدة: 1938)
- رحلة استكشافية لا تُنسى : تدور قصتها حول إنقاذ ستانلي لأمين باشا من إفريقيا الاستوائية (الإنقاذ المُمانع في الولايات المتحدة) (المملكة المتحدة: 1991,1974; الولايات المتحدة: 1947,1985)
- النضوج (المملكة المتحدة: 1948)
- فنان وسط المفقودين (المملكة المتحدة:1975,1950,1949)
- شاطئ الأحلام (المملكة المتحدة:1950)
- مدرسة الحب (المملكة المتحدة:2004,2001,1991,1983,1982,1974,1959,1951; الولايات المتحدة:2009)
- الوجه الآخر (المملكة المتحدة:1957,1953; الولايات المتحدة:1957)
- يمامات كوكب الزهرة (المملكة المتحدة: 2001,1992,1984,1974,1959,1955; الولايات المتحدة: 1956)
- زوجي صانع عربات (المملكة المتحدة:1956)
- الثروة الهائلة (ثلاثية البلقان; المملكة المتحدة: 1994,1992,1988,1980,1974,1973,1969,1968,1967,1961,1960, 2000,1995; الولايات المتحدة: 1961)
- المدينة الفاسدة (ثلاثية البلقان; المملكة المتحدة:2000,1994,1988,1980,1974,1968,1967,1963,1962; الولايات المتحدة: 1962)
- الأصدقاء والأبطال (ثلاثية البلقان; المملكة المتحدة:1994,1988,1987,1974,1965; الولايات المتحدة: 1966)
- مجموعات مثل ثروات الحرب: ثلاثية البلقان (المملكة المتحدة: 2004,1990,1989,1988,1987,1986,1981; الولايات المتحدة:2010,2005,1988)
- قطط فريدة (المملكة المتحدة:1967)
- بطل رومانسي، وقصص أخرى (المملكة المتحدة:2001,1992,1967)
- غرفة اللعب (فتيات كامبرليا في الولايات المتحدة)(المملكة المتحدة: 1984,1976,1971,1969; الولايات المتحدة:1969)
- الغابة المطيرة (المملكة المتحدة:2004,2001,1991,1986,1984,1983,1977,1974)
- الشجرة الخبيثة (ثلاثية المشرق العربي; المملكة المتحدة:1979,1977, الولايات المتحدة:1977)
- المعركة خسارة وفوز (ثلاثية المشرق العربي; المملكة المتحدة: 1980,1978; الولايات المتحدة 1979)
- خلاصة الأمور (ثلاثية المشرق العربي; المملكة المتحدة: 1982,1980; الولايات المتحدة:1981)
- مجموعات مثل ثروات الحرب: ثلاثية المشرق العربي (المملكة المتحدة: 2003,2001,1996,1989,1988,1987,1985,1983,1982;الولايات المتحدة: 1996,1988,1982)[234]